# Lambro

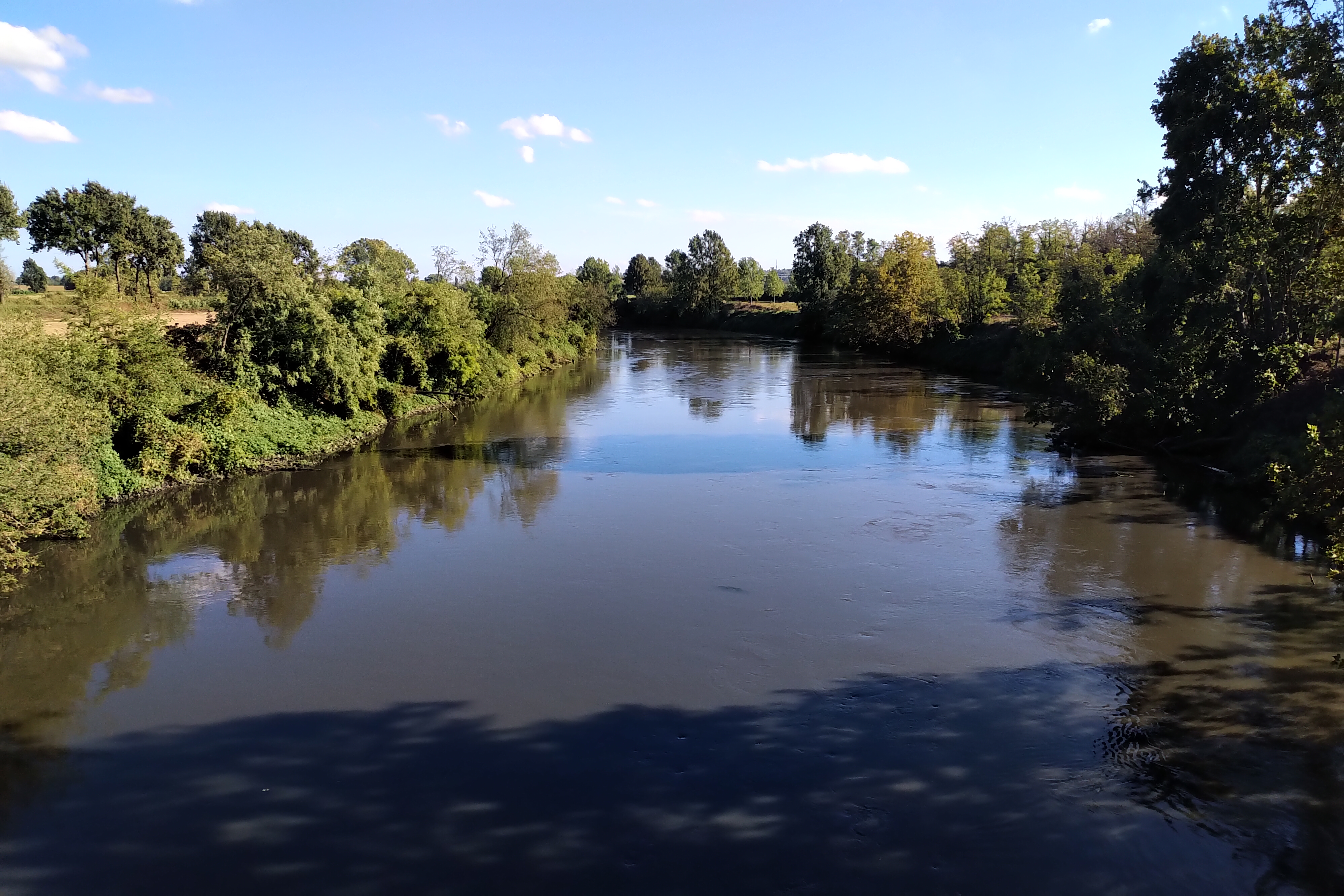
Fiume Lambro nei pressi di Graffignana (Lodi)

Il Lambro (Lamber o Lambar in lingua lombarda, AFI: [ˈlamber] o [ˈlambɑr]) è un fiume della Lombardia lungo 130 km, tributario di sinistra del Po.
Il colatore Lambro Meridionale, che si forma a Milano e raccoglie anche parte delle acque dell'Olona, è il suo maggiore affluente.

## Etimologia
Il nome italiano del fiume deriva dal latino Lambrus, che deriva a sua volta da un antico lemma gallico, costruito da "lam", "palude" (cfr. ex multis). A suffragio della teoria è agevole constatare come nell'antica Gallia Transalpina sussistano vari nominativi di fiumi similari a Lambro, ovverosia Le Lambres, affluente del fiume Drome; Le Ruisseau de Lambre, affluente del Reno; Le Lambre, affluente del Dolon, e altri ancora. Tuttavia un fiume Lambro scorre anche in Campania.

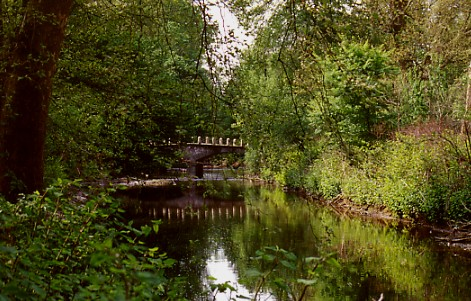
Il fiume nel Parco di Monza

Meno plausibile, e frutto dell'amore per l'antichità classica che è retaggio dell'afflato nazionalistico italico, appare l'idea di ascrivere l'etimologia al greco λαμπρως (lampròs) 'lucente', come la sua acqua. D'altronde le fonti classiche denotano come il Lambro nascesse sui monti occupati dai Celtoliguri (si veda al proposito Sidonio Apollinare, vescovo Gallo-romano del quinto secolo), e non appare che costoro fossero ellenofoni; non è però da escludere che l'idronimo fosse stato importato dall'Italia meridionale.
A detrimento della teoria del nome greco, si può osservare che Antonio de Beatis, segretario del cardinale Luigi d'Aragona, che accompagnò in un lungo viaggio in Europa, nel suo Diario di viaggio, descrive il Lambro in questo modo: "giunti al Lambro nei pressi di Monza, questo era fangosissimo, in antitesi con il suo nome". Tuttavia, secondo Julius Pokorny, il nome latino Lambrus corrisponde al greco ἐλαφρός, 'leggero', 'svelto' ('leicht', 'flink' in tedesco) ed è da mettere in relazione all'illirico lembus (*lengʷho-s) 'veicolo leggero' ('leichtes Fahrzeug' in tedesco), da cui deriva il greco λέμβος.

## Geografia fisica e idrografia

### L'alto e medio corso

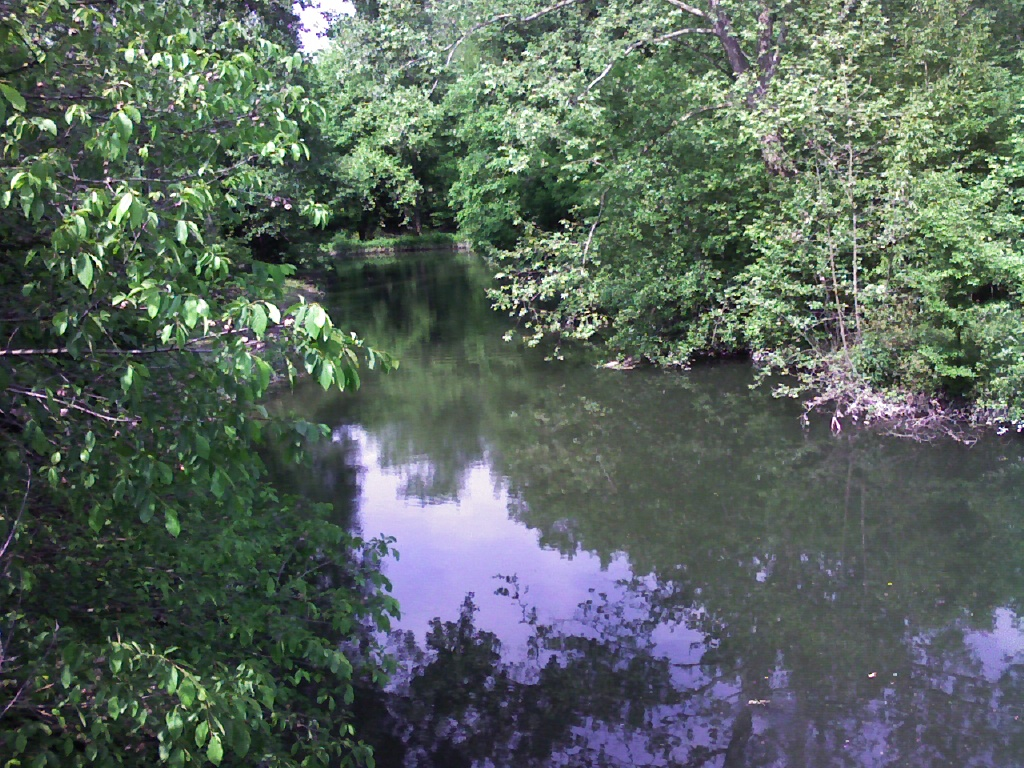
Corso del fiume al confine tra i comuni di Nibionno e Inverigo

Il fiume nasce dai monti del gruppo del San Primo (Triangolo lariano), a 942 metri, nell'area di Piano Rancio nel comune di Magreglio poco a nord del Ghisallo. La sorgente del Lambro è di tipo carsico e viene chiamata Menaresta perché "mena" - cioè "va, porta" - e "resta" - cioè "rimane"; infatti un serbatoio a sifone sotterraneo, posto nella roccia calcarea, si riempie d'acqua a intervalli regolari, fino a traboccare con un flusso vivace per poi rallentarlo prima di caricarsi nuovamente; l'intero ciclo dura otto minuti. Dalla Menaresta un ruscelletto scorre quindi verso Magreglio.
Il fiume, che riceve il suo primo affluente (il Lambretto) a Lasnigo (le cui sorgenti sono nella conca di Crezzo), attraversa con corso rapido la Valassina, bagnando i centri di Asso, Canzo, Ponte Lambro ed Erba. A Erba si immette nel lago di Pusiano.

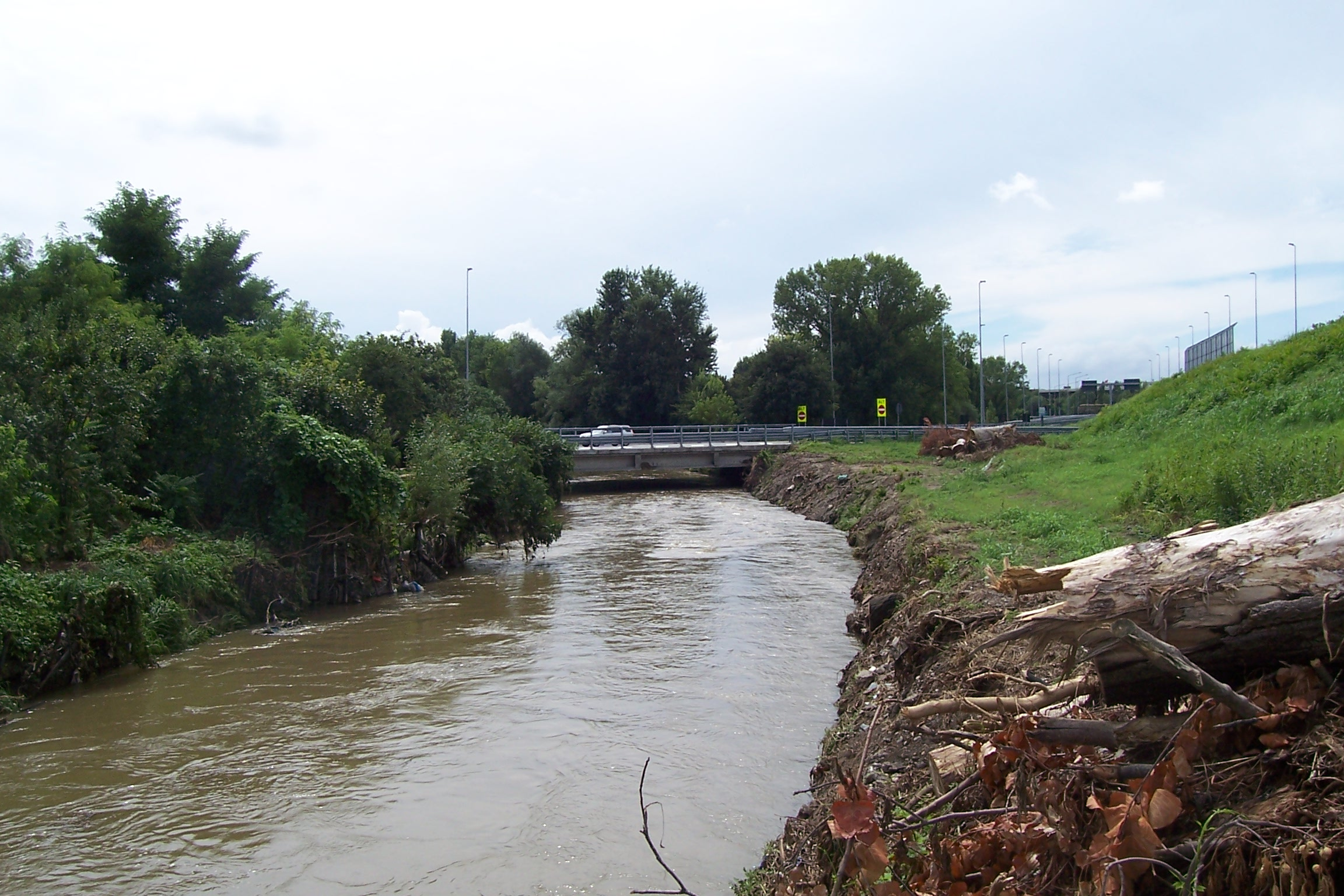
Il Lambro in viale Forlanini, a Milano

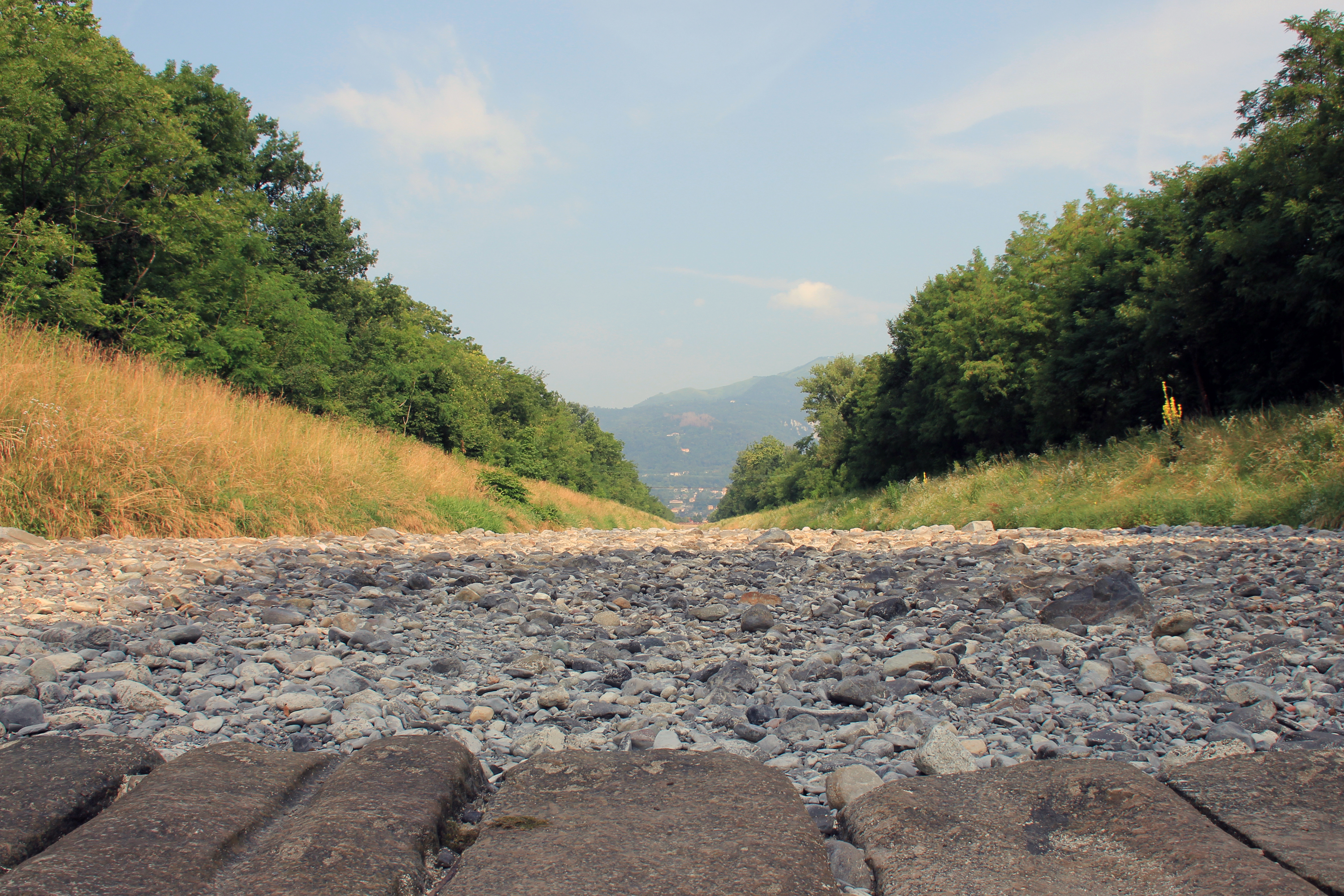
Il "Lambrone" durante un periodo di secca

Il termine "Lambrone" (Lambron in dialetto milanese) è il nome dato storicamente alla deviazione del fiume Lambro, fatta nel XIX secolo, per farlo sfociare nel lago di Pusiano. Questa deviazione, insieme a una diga chiamata Cavo Diotti, oggi ancora funzionante, risulta fondamentale nella regolazione del livello delle acque del medio corso del Lambro, salvando le città (Monza in primis) a valle. Il Cavo Diotti è la diga che regola il flusso in uscita dall'ampio bacino del lago di Pusiano (12.750 milioni di metri cubi). A causa delle dimensioni del bacino, la diga (composta da 2 paratie alte circa 70 cm) è classificata di importanza nazionale. La gestione del flusso delle acque è affidata al Consorzio del Parco regionale della Valle del Lambro.
Uscito dal lago il fiume riceve da destra l'emissario del lago di Alserio dopodiché bagna il centro di Merone. Da qui scorre con andamento tortuoso ai piedi delle colline moreniche (dove raccoglie le acque di svariati rii, rogge e di laghetti brianzoli) raggiungendo poi la città di Monza.

Interno dello stabilimento Innocenti di Lambrate, a Milano, dove si fabbricava la Lambretta

Subito dopo attraversa l'omonimo parco dividendosi poi, nei pressi della Chiesa del Carrobiolo in due rami: il Lambro, che passa sotto il Ponte dei Leoni, ed il Lambretto che fu fatto deviare nel XIV secolo dai Visconti per la difesa della città. Dalla sorgente nel gruppo montuoso di San Primo al Viale Cavriga nel Parco di Monza, il Lambro è il fiume della Brianza.

### Il Lambro a Milano
Uscito da Monza nuovamente con corso riunito, il fiume attraversa Brugherio, Sesto San Giovanni e Cologno Monzese (Parco Media Valle del Lambro), per poi scorrere sotto il ponte-canale del Naviglio della Martesana ricevendone le eventuali acque in eccesso ed entra a Milano di cui percorre, da nord a sud, tutta la periferia orientale. È il maggiore dei tre fiumi milanesi ed è l'unico a scorrere, per la maggior parte del tratto cittadino, a cielo aperto. Attraversa i quartieri di Cascina Gobba, Cimiano, parco Lambro, Lambrate, Ortica-parco Forlanini, Ponte Lambro e Monluè.
Riceve la roggia Lirone, emissario dell'Idroscalo e alcune altre minori provenienti dall'est-Milano. Cimiano, Ortica e Lambrate furono accorpate al capoluogo nel 1923. Dal 2010 il comune di Milano sta compiendo lavori per la continuità dei tre parchi cittadini lungo il percorso del fiume e l'intera area rientra in quella, più estesa, del Parco sud. A Lambrate era presente lo stabilimento meccanico della Innocenti, che nel dopoguerra lanciò uno scooter che ebbe grande successo commerciale in tutto il mondo con il marchio Lambretta, nome ispirato al fiume.

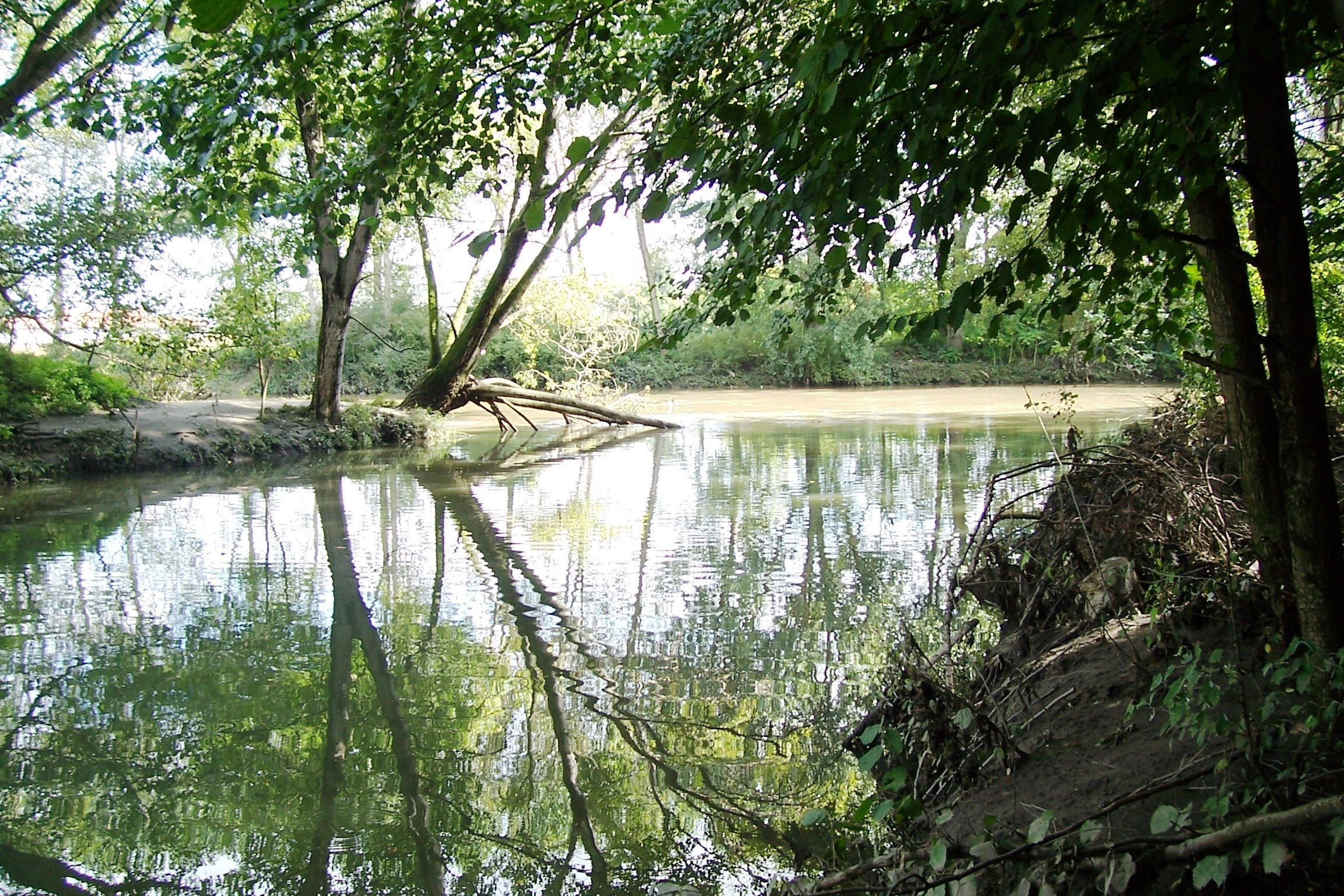
La foce della Vettabbia nel Lambro a Melegnano

### Il basso corso
Uscendo da Milano, a Peschiera Borromeo, il Lambro riceve le acque trattate dal depuratore Milano-est, a monte di Melegnano quelle del colatore Addetta che ne accrescono artificialmente la portata e, giunto a Melegnano, quelle del Cavo Redefossi, arricchite più a monte dalla Vettabbia, entrando poi alcuni chilometri a valle in provincia di Lodi.
Con corso più lento il fiume attraversa in seguito la cittadina di Sant'Angelo Lodigiano ricevendo da destra il Lambro meridionale. Con portata quasi raddoppiata il fiume prosegue lento bagnando il centro di San Colombano al Lambro, fungendo anche per un brevissimo tratto da confine fra le province di Lodi e Pavia, e una volta giunto a Chignolo Po, nella frazione Lambrinia (cosi chiamata proprio per lo sbocco del Lambro nel grande fiume), confluisce da sinistra nel Po. Il Consorzio del Basso Lambro raggruppa i 27 comuni interessati dall'ultimo tratto del fiume: qui non esiste una rete di collettamento delle acque unificata, ma ogni comune è dotato di depuratore e l'uso irriguo delle acque è ancora (2010) fortemente problematico.

### Affluenti del Lambro

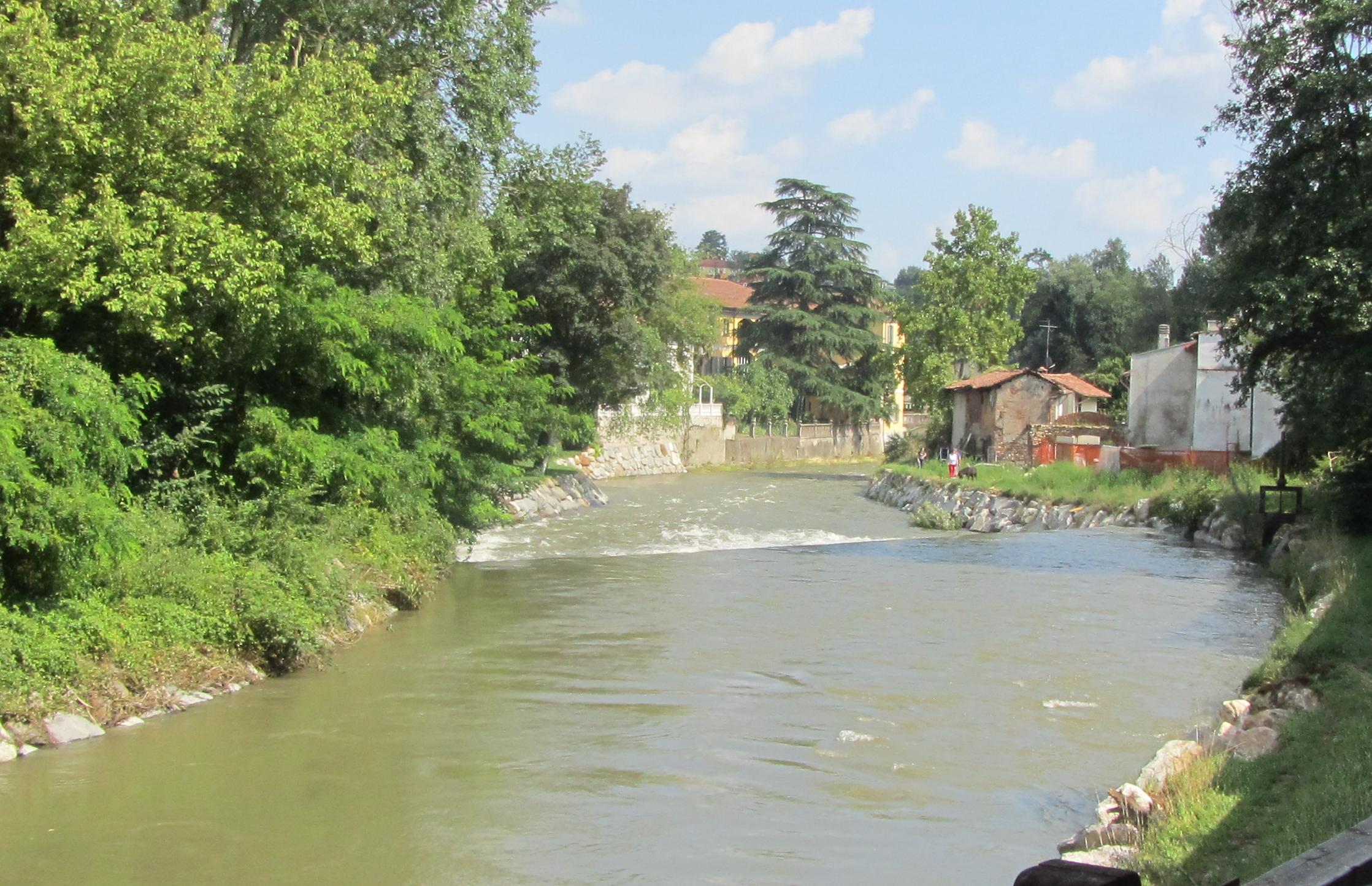
Il Lambro a Verano Brianza

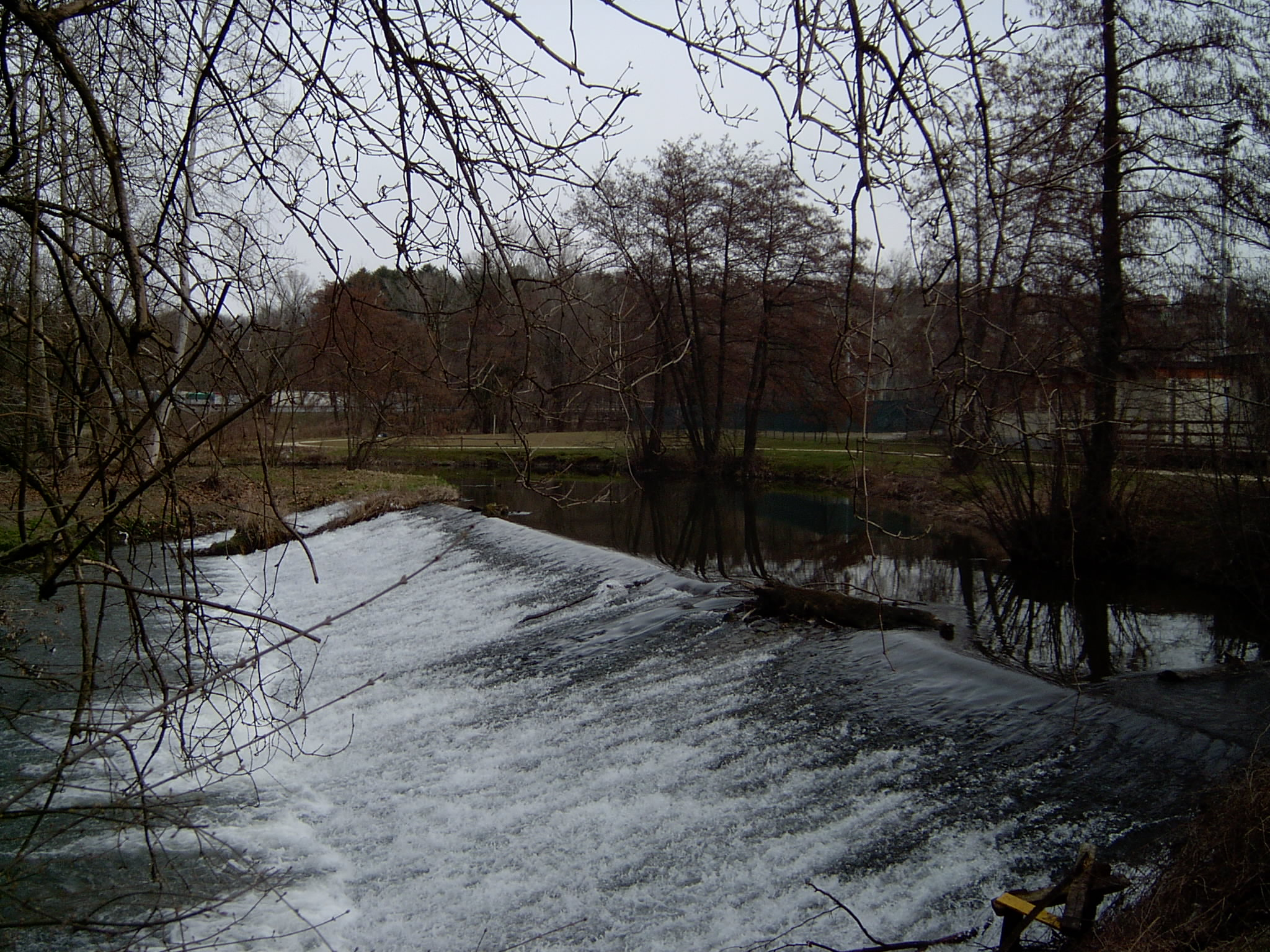
La cascata del fiume Lambro a parco Lambro

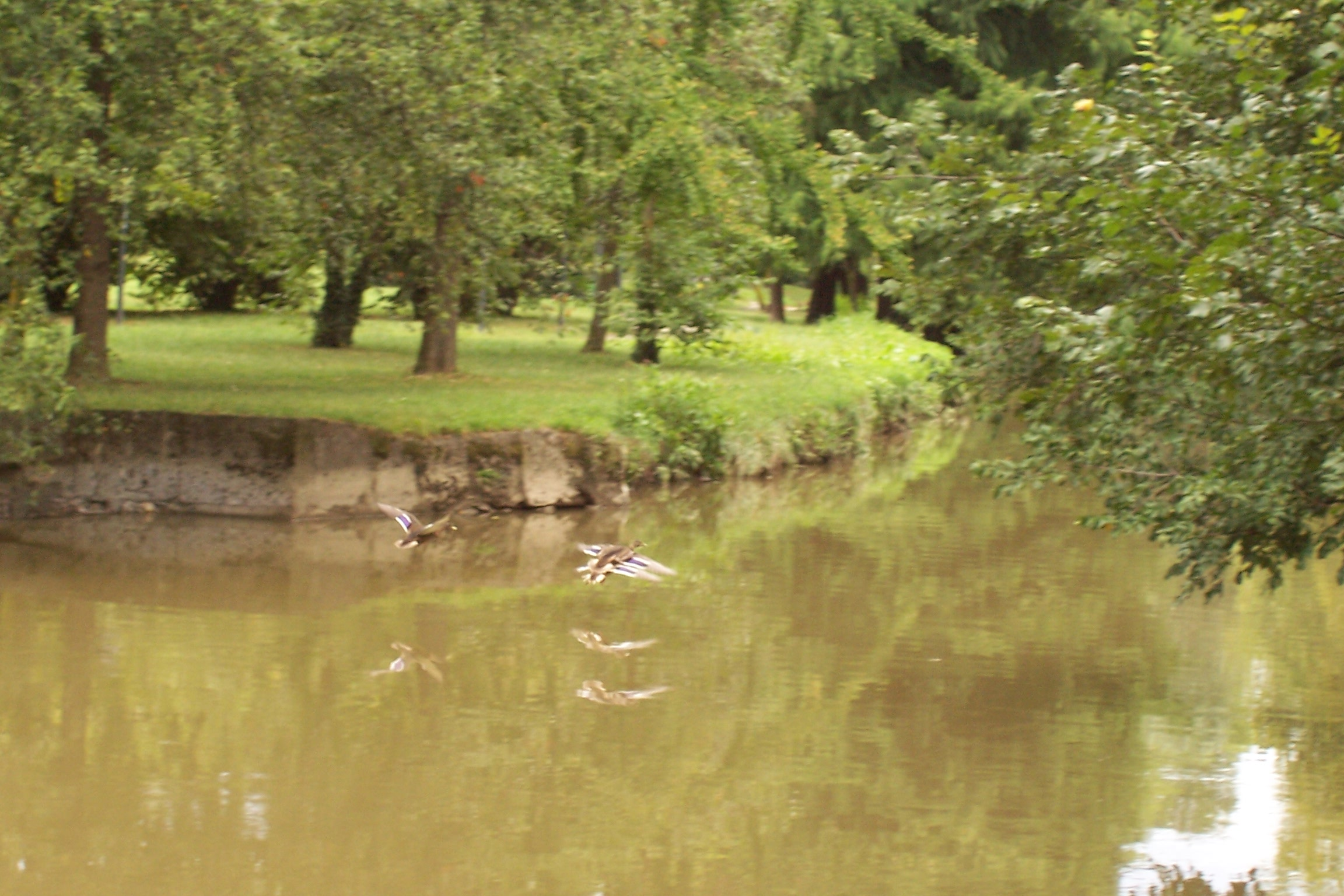
Volo di anatre nel parco Lambro

Il fiume Lambro conta 27 affluenti, per lo più naturali ma di scarsa rilevanza quelli nella parte settentrionale del corso fino a Monza, più copiosi ma artificiali quelli da Milano alla foce nel Po, anche se scavati, come la Vettabbia, addirittura in epoca romana. Una modesta quantità d'acqua (1,2 m³/s) proviene direttamente dal depuratore Milano-est.
Anche più a monte, a Merone prima e a Brugherio dove è situato l'impianto di Monza San Rocco successivamente,il Lambro riceve le acque trattate dai due depuratori che di fatto, in condizioni di tempo asciutto, ne rappresentano i due principali immissari dell'alto e medio corso.
Elenco degli affluenti:
- Ruscà
- Foce [Pusallo]
- Sancio [Scet]
- Ravella
- Vallelunga
- Bova—Il Lambro si immette nel Lago di Pusiano col nome di Lambrone --
- Il lago di Pusiano è alimentato dall'emissario del Segrino—Il Lambro esce dal Lago di Pusiano --
- Cavo Diotti (altro emissario del Lago di Pusiano)
- Emissario di Alserio [Lago di Alserio]
- Roggia Gallarana
- Roggia Ghiringhella
- Bevera di Molteno [Gandaloglio, Beveretta]
- Cavolto
- Bevera di Nibionno
- Bevera di Renate
- Brovada (affluente di sinistra in prossimità di Triuggio)
- Cantalupo
- Pegorino
- Molgorana
- Roggia Spazzola
- Roggia Lirone [Idroscalo di Milano]
- Colatore Addetta
- Cavo Redefossi (Naviglio della Martesana, Seveso, Molia), Vettabbia, Cavo Taverna, Fontanile di Macconago, La Fogna]
- Scaricatore Sillaro
- Colatore Lissone
- Colatore Lambro Meridionale, derivato a Milano dal Naviglio Grande e principale tributario del fiume (portata 2,6 m3/s) che a Milano a San Cristoforo riceve la parte delle acque dell'Olona, e del suo bacino idrografico[21], che non sono state deviate nel Canale Scolmatore di Nord Ovest o nel deviatore Olona, oltre che del Cavo Ticinello, della Roggia Pizzabrosa e della Roggia Taverna.
- Cavo Sillaro [Roggia Fratta, Roggia Sillarina]
- Scaricatore Venere

### Regime delle acque

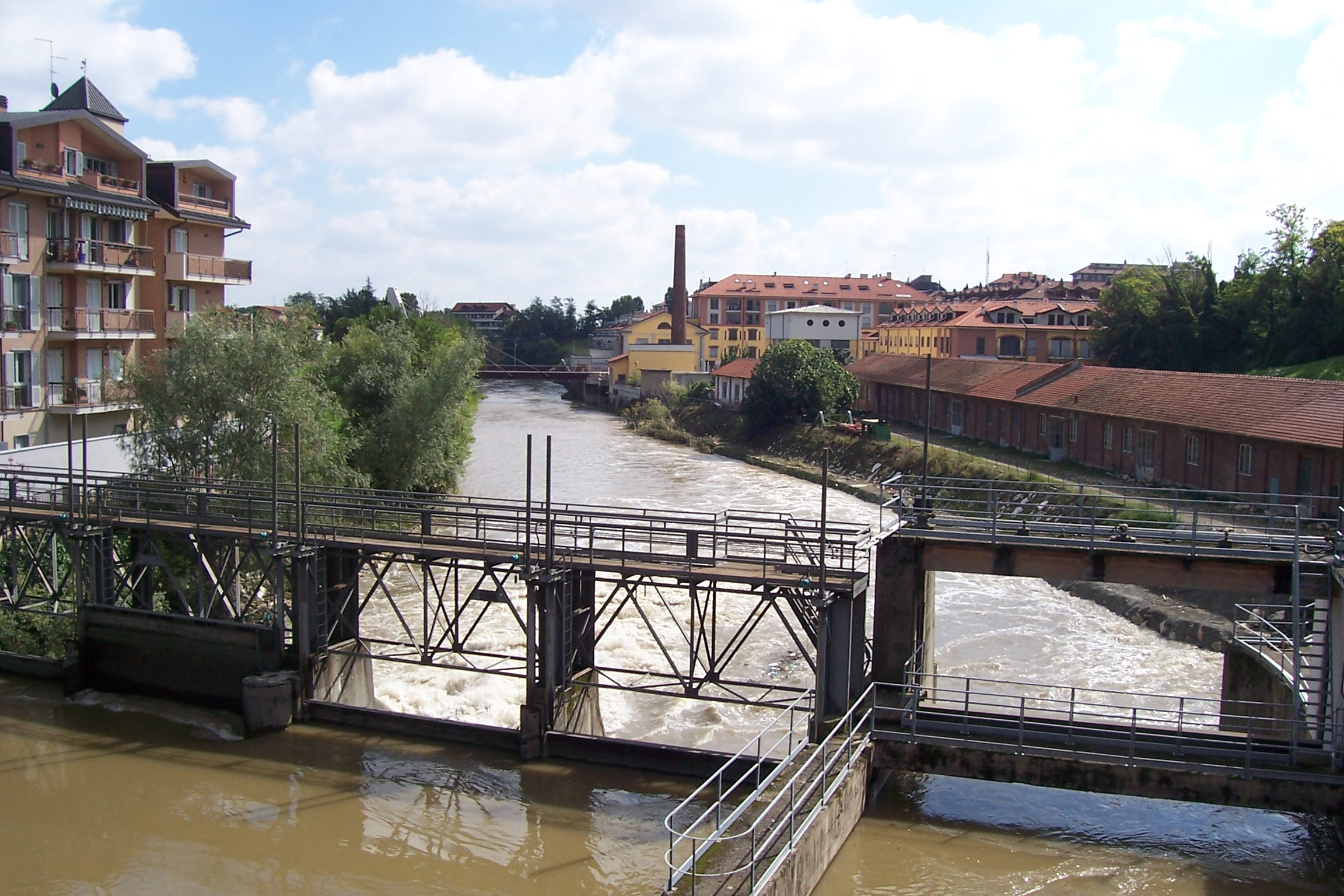
Il Lambro a Melegnano dal ponte di via Dezza

Il Lambro ha un regime tipicamente pre-alpino con massimi di portata autunnali e primaverili e magre estive e invernali. La sua portata media naturale nel tratto milanese è abbastanza modesta con circa 5,8 m³/s di modulo medio e presso la foce nel Po circa 5 m³/s; il Lambro può però subire notevolissimi sbalzi di portata durante tutto l'anno, toccando nel basso corso anche valori medi di 40 m³/s.
La forte urbanizzazione del bacino, come si è detto, ha peggiorato le cose per la ridotta capacità di assorbimento delle precipitazioni da parte del terreno. Una relazione riguardante fasce fluviali del fiume Lambro è quella del 2001.
L'ultimo evento calamitoso per il bacino del Lambro si è verificato nel novembre 2002 quando dopo giorni di piogge insistenti (300 mm sull'alto bacino) il fiume straripò alluvionando ampie zone della città di Monza, del monzese e di molti centri della Brianza, causando anche la tracimazione del lago di Pusiano. Il 13 agosto 2010, il fiume è invece straripato, senza gravi danni, a Milano, all'esterno del lato occidentale dell'aeroporto di Linate che costeggia (viale dell'Aviazione).

## Geologia

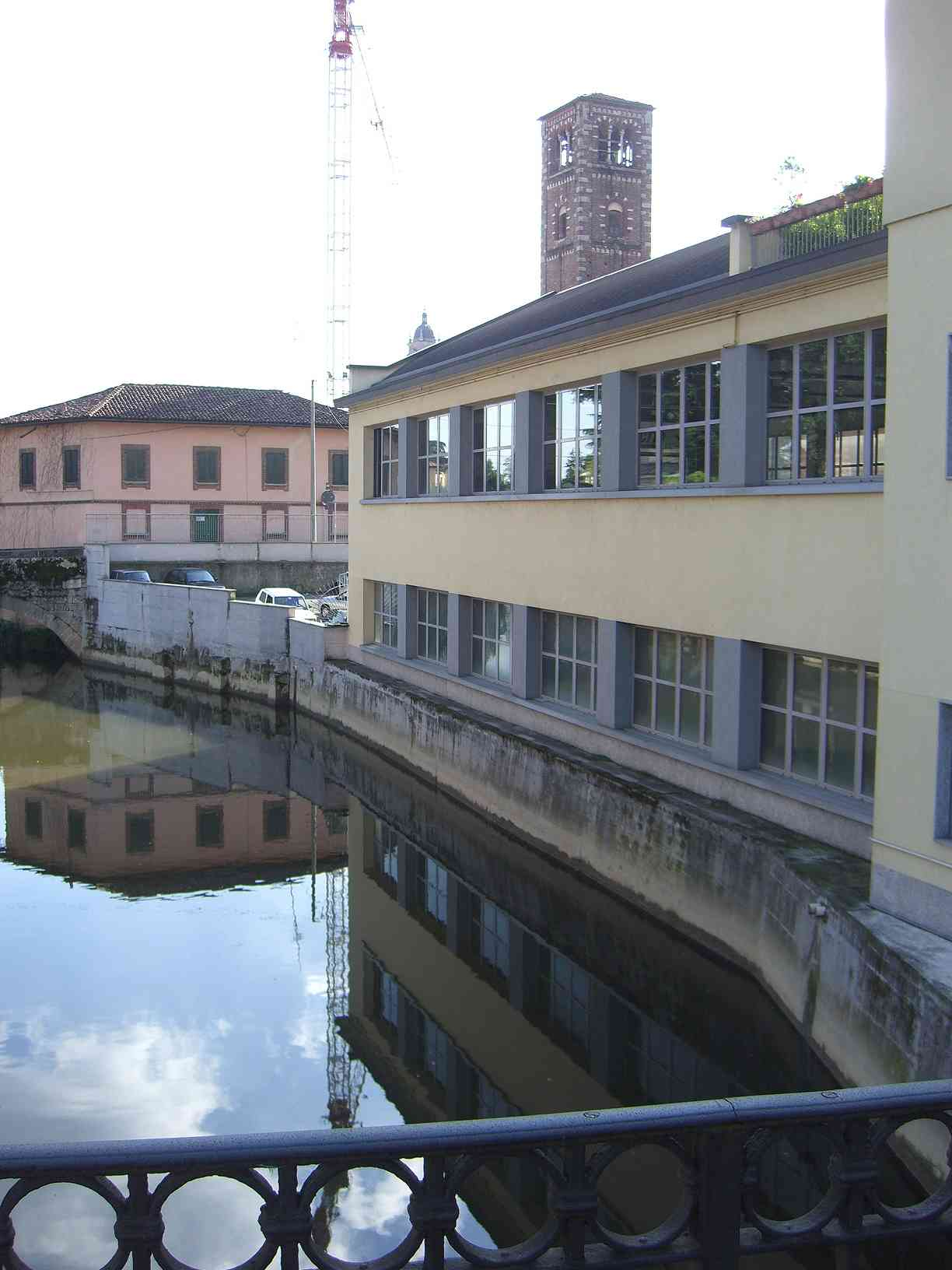
Il Lambro a Monza

Il cosiddetto "ceppo", che è caratteristico del Lambro della Brianza collinare, è un conglomerato di roccia con elementi costituiti prevalentemente da rocce sedimentarie (come calcari, arenarie, dolomie, selce) cui si associano graniti, gneiss ed altro. Secondo l'Orombelli il ceppo è la prima facies continentale dopo l'emersione dal mare della pianura padano-veneta tra la fine del Terziario e l'inizio del Quaternario.
Il ceppo presenta diversi sgrottamenti/affioramenti in conseguenza dell'azione fluviale (tra cui l'orrido di Inverigo e le grotte di Realdino a Carate Brianza). Questa roccia è stata nel passato uno dei materiali da costruzione più usati in Brianza, nonostante fosse all'apparenza poco adatto per l'impiego in usi nobili. Era infatti sufficientemente reperibile e a costi competitivi rispetto ad altri materiali; inoltre era conosciuto per la sua facile lavorabilità, la sua bassa durezza, la sua capacità di non far salire l'umidità se associato nella costruzione delle fondamenta degli edifici.
Esso è stato comunque utilizzato anche nei giardini e nei rivestimenti per le facciate di ville signorili. Lungo il corso del Lambro, nella Brianza collinare, furono sfruttate numerose cave di questo materiale ed anche i
su alcuni affluenti del Lambro sempre in Brianza (come nella valle del Pegorino). Per i Mulini si usavano le “puddinghe”, pietre conglomerate sedimentate come il "ceppo".

## Storia
(Francesco Petrarca, Lettera a Guido, Arcivescovo di Genova, del 21 ottobre 1353)

### Lo sbocco dalla Valassina

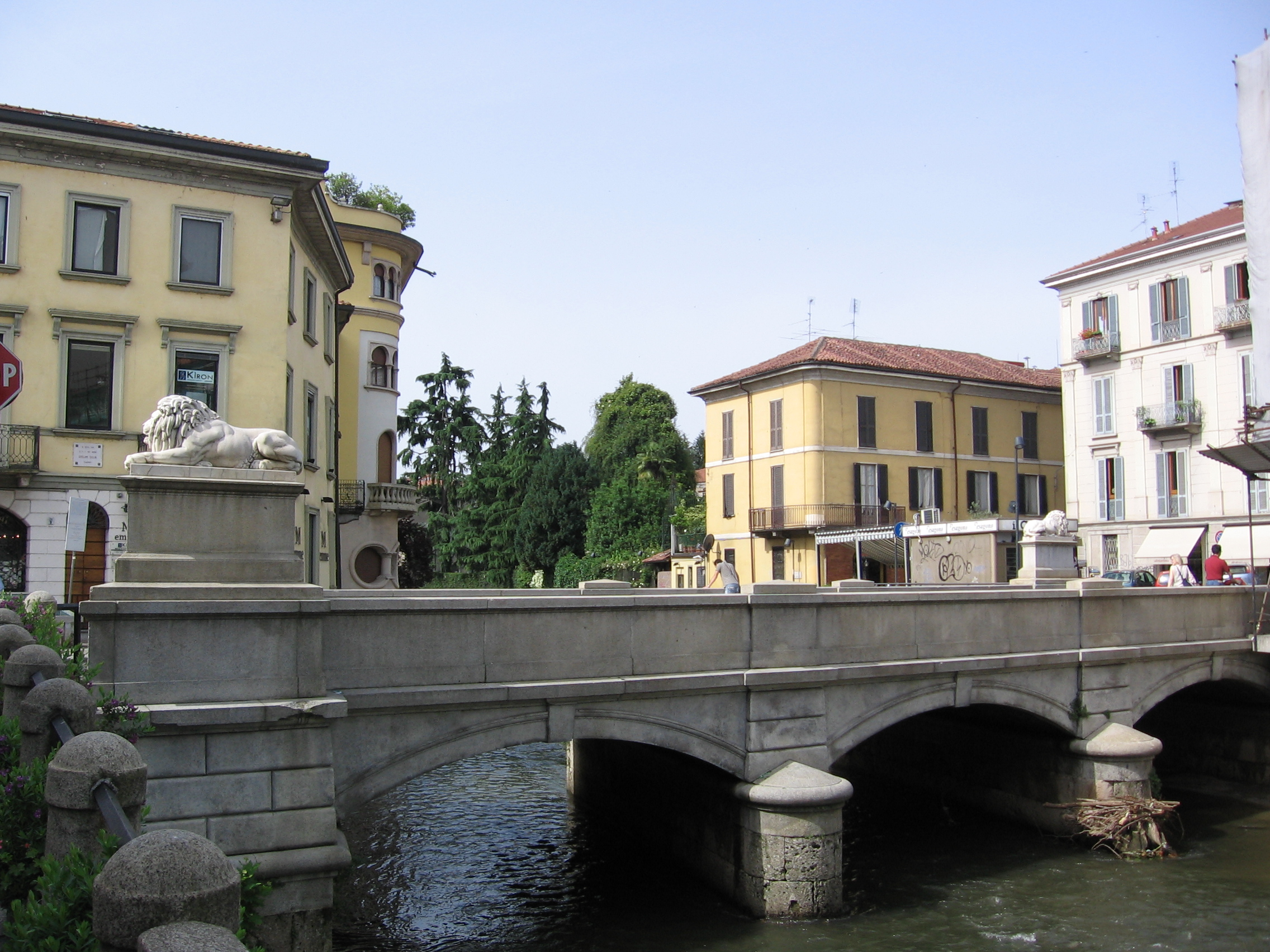
Il Lambro e il Ponte dei Leoni a Monza

Fu Carlo Amoretti a descrivere per primo il curioso comportamento intercalante della sorgente del Lambro nel suo Viaggio da Milano ai Tre Laghi del 1791, descrivendo il fenomeno e la zona carsica circostante. Alcune incisioni rupestri non figurative, scoperte il secolo scorso, fanno risalire i primi insediamenti umani, che praticavano probabilmente il culto delle pietre, nell'area della sorgente al III-I millennio prima di Cristo. Il fiume discende rapido fino ai 320 metri del Piano d'Erba e qui, il brusco cambio di pendenza e il rallentamento della velocità dell'acqua hanno provocato danni e alluvioni fino dall'antichità per il frequente accumulo di detriti.
Le acque ostacolate nel loro naturale deflusso raggiungevano il lago di Pusiano in mille rivoli, spesso impaludandosi, e nel 1799 il fiume perse definitivamente l'alveo originario. Fu soltanto nel 1817, durante il dominio austriaco, che ne venne scavato uno artificiale, il Lambrone, sufficientemente largo e rettilineo per recapitare il fiume sino alla sua nuova foce nel lago nei pressi di Pusiano. Col suo apporto, il Lambro avrebbe tra l'altro dovuto innescarne il deflusso mantenendone il livello più alto. Nel corso naturale, il fiume passava tra questo lago a est e quello di Alserio a ovest, ricevendone entrambi gli emissari dove oggi è situato Pontenuovo di Merone: in periodi di secca le acque rigurgitavano nel primo senza defluire a valle e con le piene spesso i due laghi si congiungevano ridando vita al lago Eupilio descritto da Plinio il Vecchio.
Prima che la forza motrice delle acque del Lambro diventasse l'asse principale della protoindustrializzazione briantea, il lago di Pusiano fu già destinato a regolarne il flusso. A beneficiare dell'irrigazione erano soprattutto i fondi della basilica di San Giovanni Battista a Monza: i canonici imposero la costruzione della marmorea "soglia di San Giovanni", uno sfioratore mobile che controllava con precisione la quantità d'acqua rilasciate dal lago.

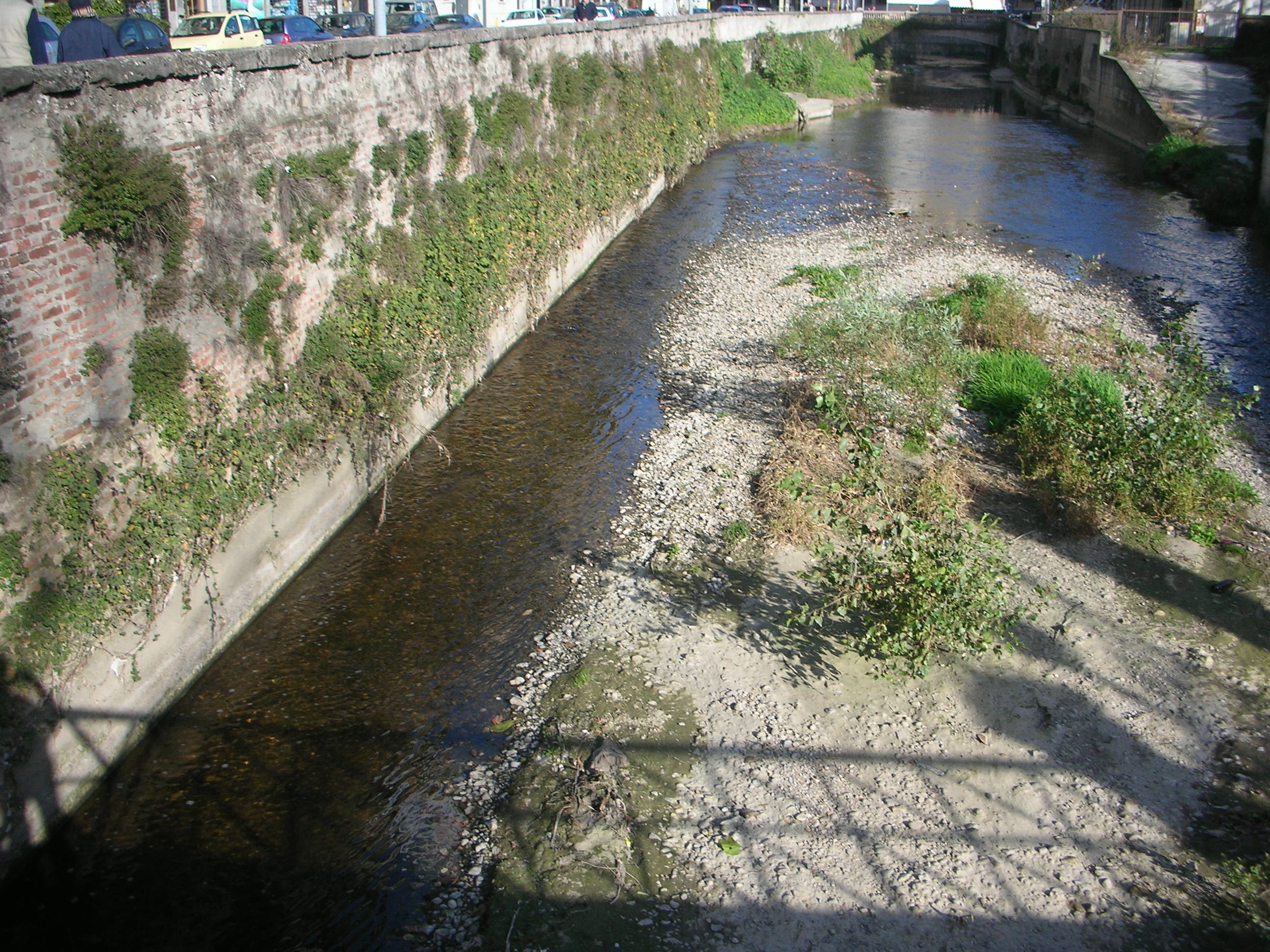
Il Lambretto, ramo del Lambro a Monza

Pur di modesta profondità, il lago di Pusiano, anche nei periodi di secca, era comunque un serbatoio d'acqua dalle considerevoli potenzialità e fu così che un possidente e uomo d'affari milanese, l'avvocato Luigi Diotti, pensò di sfruttare la risorsa. Un affare molto simile gli era riuscito qualche anno prima per il Cavo Diotti (omonimo con la sopracitata diga sul lago di Pusiano), che interessava invece il fiume Olona. Si trattava di dare al lago un emissario a livello inferiore, scavandone uno artificiale con un breve tratto sotterraneo che sfociasse a una quota più bassa. Si accordò nel 1793 con il proprietario del lago, il marchese Antonio Mollo, con l'intesa sul carico delle spese e su una spartizione alla pari degli utili.

### I cambi di sovranità
In quel periodo, ai numerosi mulini, lungo la valle, da Merone fino a Monza, si erano aggiunti vari nuovi opifici e un flusso regolare del fiume era ancora più necessario, così vennero avanzate le richieste per l'autorizzazione dei lavori, ma non erano tempi politicamente facili: la sovranità sulla Lombardia passò dall'Austria alla Francia nel maggio 1796, tornò brevemente agli Austriaci il 28 aprile 1799, ma il 2 giugno 1800 fu di nuovo francese: ogni volta che le pratiche autorizzative dell'opera sembravano compiute, si dovevano ricominciare presso una nuova autorità. 

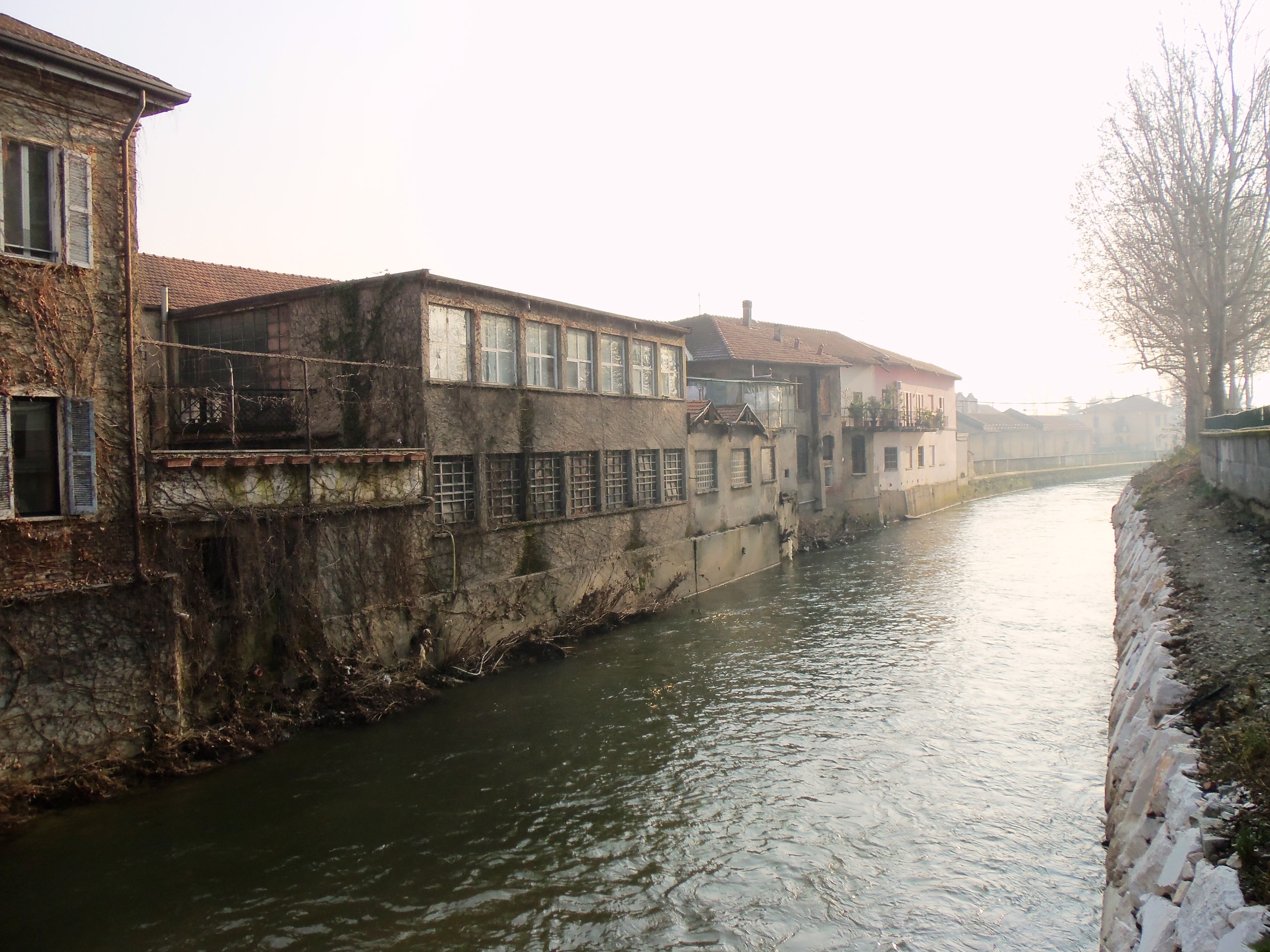
Il Lambro lascia Monza, verso sud, tra vecchie fabbriche

A complicare le cose, nel 1805 il marchese Mollo vendette il lago al marchese Gerolamo D'Adda, seppure con l'obbligo del rispetto dei patti a suo tempo sottoscritti col Diotti. Milano era diventata la capitale del Regno d'Italia ed Eugenio di Beauharnais era il Viceré e nel 1809 approvò il progetto; risiedeva spesso nella Villa Reale di Monza e ne voleva abbellire il parco e i diritti d'acqua del fiume non erano secondari. Nel 1811 il lago viene acquistato dal Monte Napoleone (la banca che gestiva il debito pubblico del regno) e dato in appannaggio al principe, mentre i non complicati lavori venivano compiuti, per un costo complessivo di 100.000 lire. Il 26 aprile 1814 il principe abdica e abbandona l'Italia e il nuovo governo del lombardo-veneto sceglierà per il Lambro la costruzione del Lambrone, che diventa operativo nel 1817.
Nel 1831 il governo decide la vendita del lago di Pusiano che viene acquistato da due ricchi banchieri, i fratelli Marietti. Questi nel 1834 decidono autonomamente, avendo la piena disponibilità dell'acqua, di aprire la chiusa e convogliarla a valle, provocando un'alluvione; così le prese sono murate d'autorità e l'acqua che sarebbe così utile resta nel bacino. Alla metà del secolo, dal Pontenuovo al Naviglio della Martesana si contano 57 opifici industriali, tra i quali sei setifici, cinque filature di cotone, due manifatture di cappelli e due cartiere, ma l'acqua, nei periodi estivi in particolare, continua a scarseggiare. 

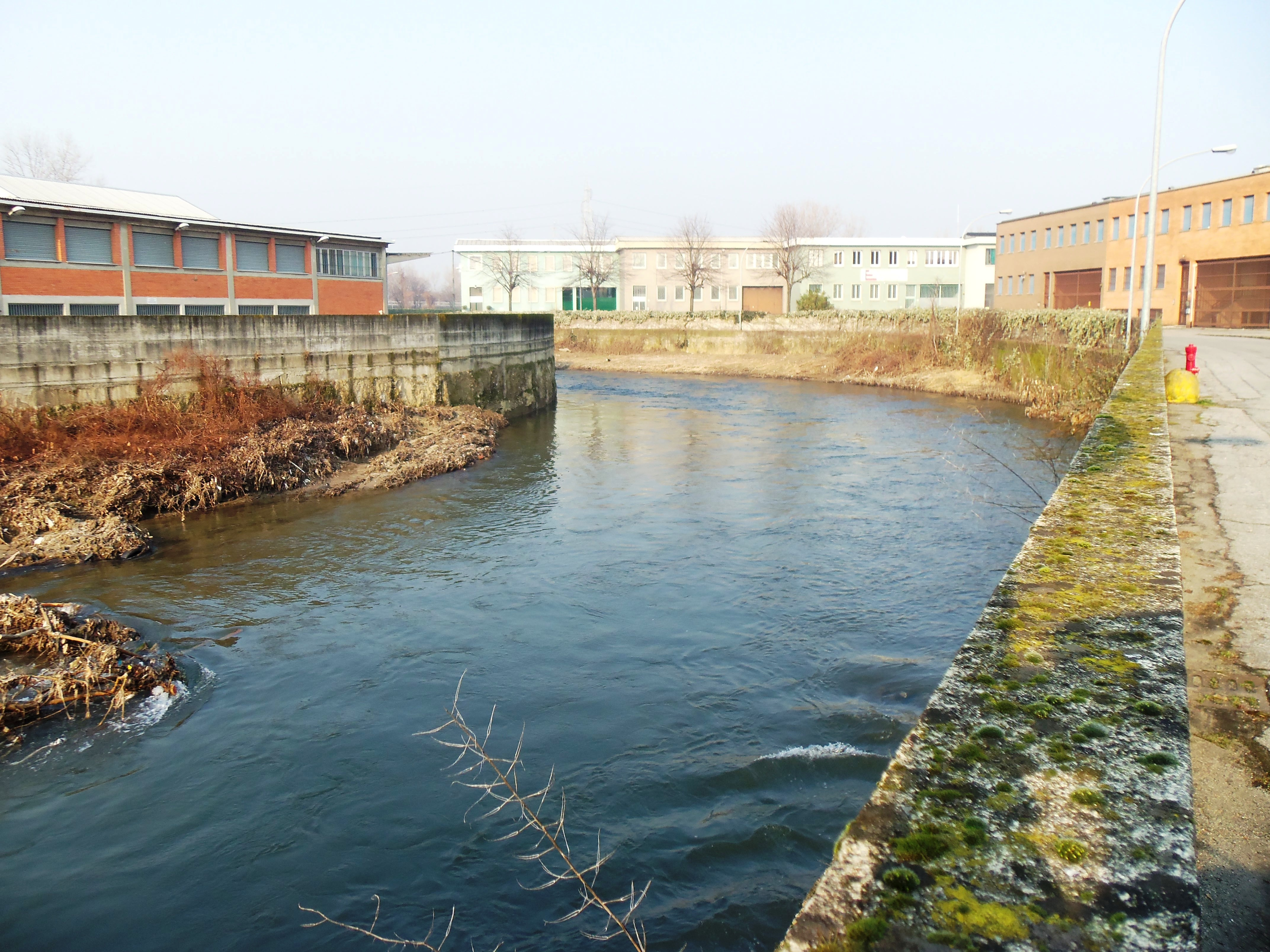
Tra i capannoni industriali a Cologno Monzese

A Vedano, è titolare di uno dei cotonifici Giulio Fumagalli: è convinto che al lago di Pusiano si potrà attingere solo una volta diventatine i proprietari e si fa promotore di un consorzio tra gli utenti (1876) che raggiungerà lo scopo l'anno successivo acquistandolo dal comune di Pusiano per 224.000 lire. Il consorzio, diventato società, gestirà, con grandi vantaggi dei soci e del Lambro finalmente regolarizzato, il lago e il Cavo Diotti fino al 1922, anno in cui le relative acque diventano pubbliche. All'epoca, la forza motrice dell'acqua viene sostituita dall'energia elettrica, ma il cavo ha continuato a funzionare da regolatore del fiume sino ai giorni nostri.
Nello scorcio del secolo scorso, per l'alta urbanizzazione della valle e la conseguente impermeabilizzazione dei suoli, la natura del rischio è mutata e ora è forte quello da inondazione. Dopo quella disastrosa del 2002 fu deciso che lago di Pusiano e Cavo Diotti dovessero rafforzare il loro ruolo di regolatori delle acque.
La proprietà è ora del demanio regionale e la gestione è affidata al parco regionale della Valle del Lambro e i lavori di ammodernamento si sono completati nell'ottobre del 2012. La storia del fiume si è intanto arricchita di un nuovo e per alcuni aspetti curioso capitolo: l'impianto il cui invaso (il lago stesso) supera il milione di metri cubi ha dovuto essere iscritto nel RID, il Registro Italiano Dighe e questo malgrado le paratoie che regolano lo scorrere dell'acqua siano soltanto due robuste tavole di rovere che non raggiungono, assieme, i quattro metri quadrati. Così il complesso sarà dotato dei più moderni strumenti di monitoraggio e sorveglianza e di personale altamente qualificato a tutto vantaggio dei cittadini rivieraschi.

## La qualità delle acque

### Prima del 2005

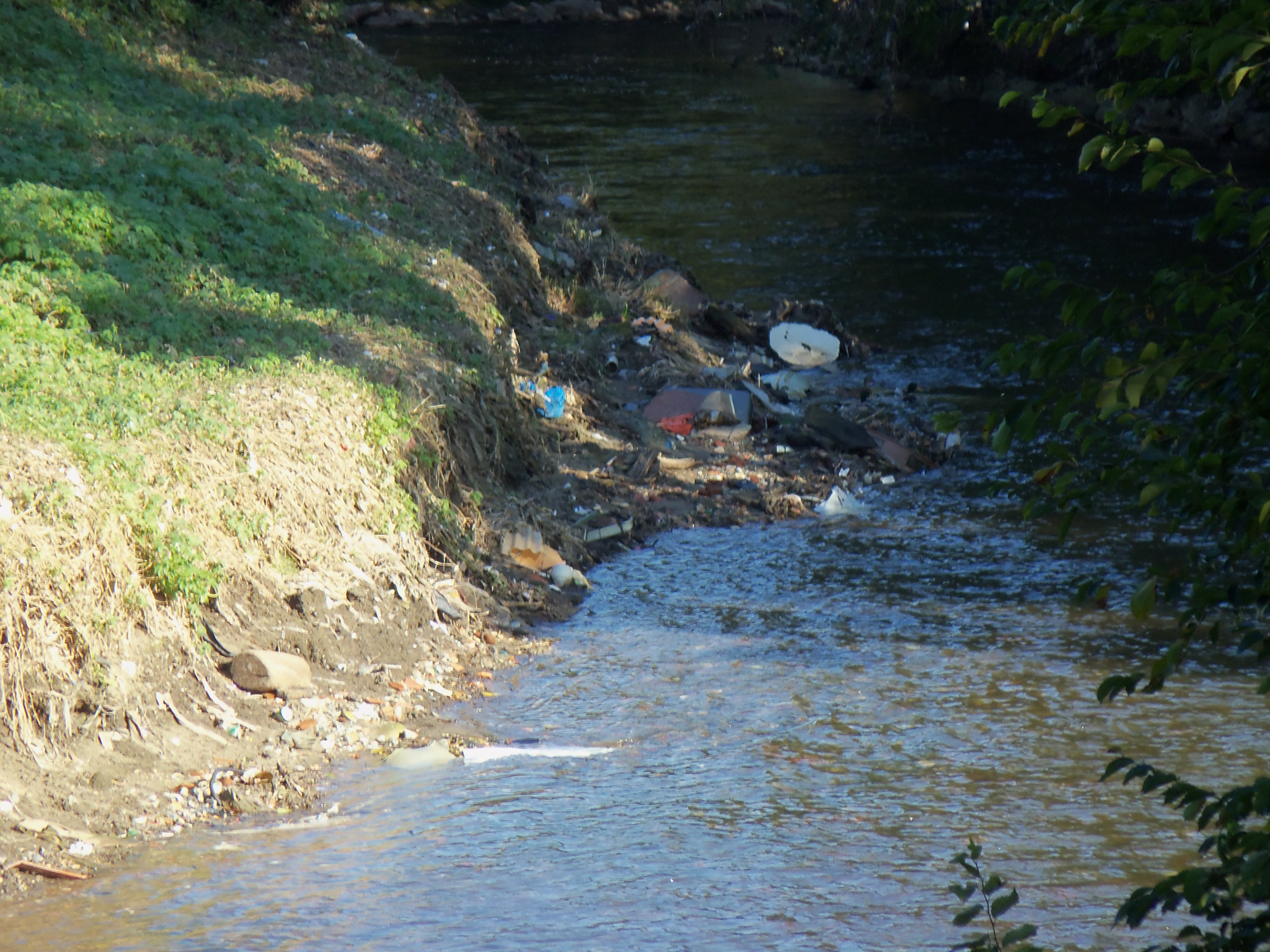
Milano, una discarica abusiva nel Lambro a Monluè

Il Lambro è stato uno dei fiumi italiani che ha più risentito dell'inquinamento e dell'industrializzazione avvenuta sulle sue rive, in particolare nel medio corso, tra Merone e Monza. Oltre all'utilizzo dell'acqua come forza motrice, dal XIX secolo essa venne impiegata in diverse lavorazioni, in particolare dalle tintorie, e il Lambro divenne un comodo sfogo per reflui industriali della più svariata natura, finendo per diventare tristemente famoso come uno dei corsi d'acqua più inquinati d'Italia e d'Europa.
Il fenomeno dell'inquinamento si accentuò soprattutto nella seconda metà del secolo scorso con la costruzione diffusa delle reti fognarie nei paesi rivieraschi dell'alto e medio corso, le cui acque erano convogliate nel fiume, così che a Monza e a Milano giungevano oramai solo acque biologicamente morte. Il capoluogo, scaricandovi gli esiti fognari dei suoi quartieri orientali, aggiungeva inquinamento ad inquinamento.
Nel 1987, la provincia di Milano avviò un programma di accertamenti chimico-fisico-biologici per il controllo della qualità dei corpi idrici della provincia da cui risultavano notevoli compromissioni e il Lambro veniva ritenuto il maggiore responsabile dell'inquinamento del Po (un quinto del totale) e dell'eutrofizzazione dell'Adriatico.
La legge Merli, la n°319 del 1976, aveva fatto obbligo a tutte le grandi città di dotarsi di sistemi per la depurazione delle acque, ma Milano non aveva ottemperato con svariate motivazioni.Fu la decisa azione della Comunità europea a far avviare, negli ultimi anni novanta, i programmi operativi.

### Dopo il 2005

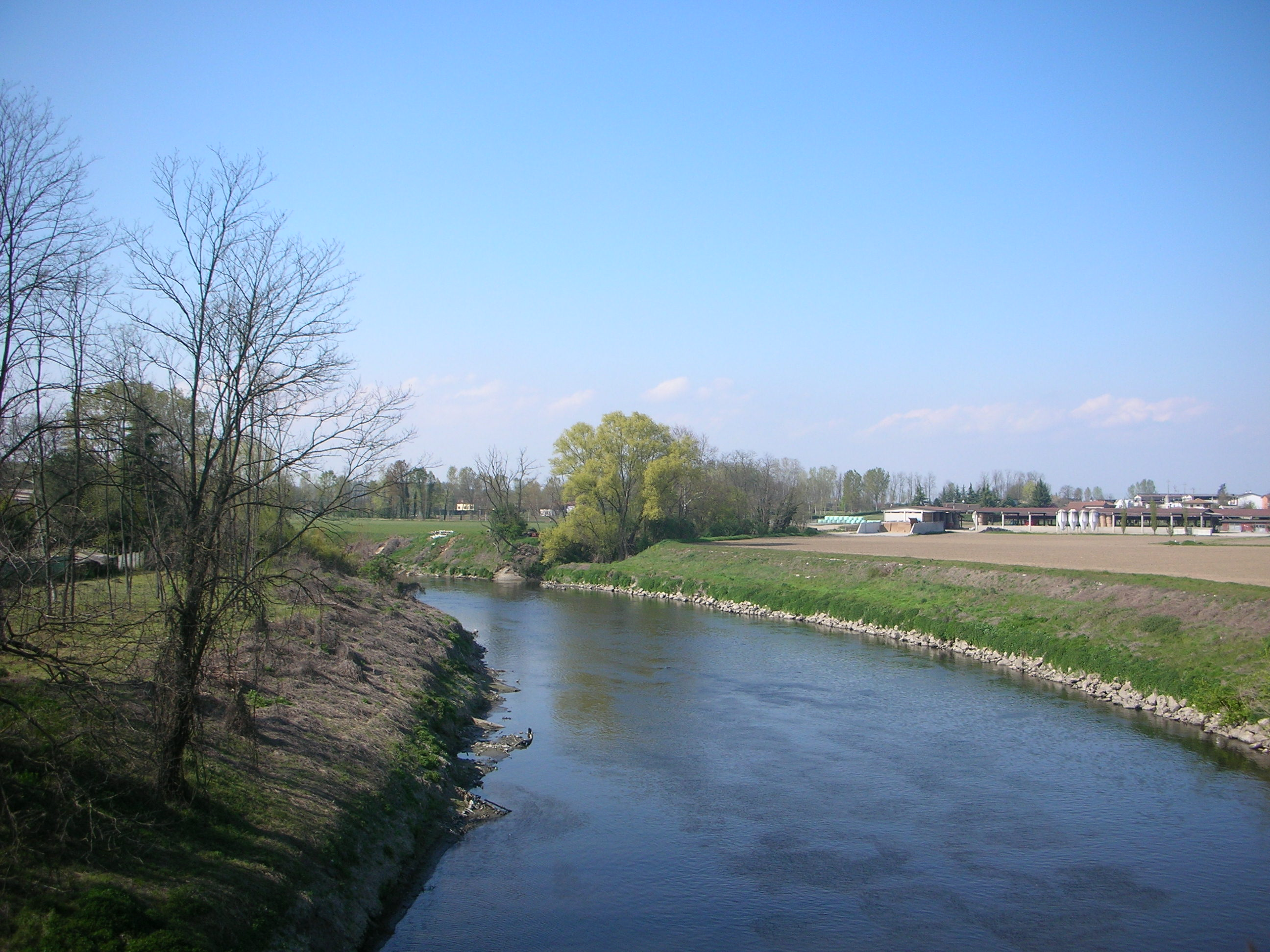
Il Lambro presso San Colombano

Grazie agli interventi intercorsi, con l'apertura delle prime sezioni dei depuratori di Merone e di Monza san Rocco, i dati relativi al Lambro sono progressivamente migliorati nel tratto fino a Monza. Più a valle, un deciso cambiamento si ebbe a partire dal 2005, con l'entrata in esercizio del sistema integrato di Milano. Il solo depuratore di Peschiera Borromeo consentì di abbattere l'inquinamento da azoto ammoniacale del 78% e della metà il carico organico; con l'entrata in funzione di quelli di Nosedo e di San Rocco, la situazione si è stabilizzata e le acque del Lambro, in ogni stazione di monitoraggi rientrano oggi nei parametri "scarse" o "sufficienti" invece di quelli precedenti che le classificavano "pessime".
Il Lambro, complessivamente, ha reagito meglio del Seveso e dell'Olona ai massicci interventi di recupero cui è stato sottoposto, ma non nel modo auspicato, che avrebbe dovuto portare la soglia delle acque a "buone". Da una parte ha giocato a suo favore la naturalità delle sue sponde, che scorrono ancora libere per lunghi tratti, al contrario di quelle degli altri due fiumi praticamente inalveati tra barriere di cemento. Dall'altro ha pesato l'impermeabilizzazione dei fondali sui quali per molti anni si sono depositati inquinanti chimici pesanti che impediscono il naturale scambio biologico con l'acqua. La corrente non è sufficiente a rimuovere i residui e la situazione, se non interviene un'azione diretta di bonifica, è destinata a durare per anni.
Vi è poi il fenomeno degli scarichi abusivi: malgrado l'intensificarsi dei controlli, la rete fognaria preesistente è così complessa da consentire scarichi incontrollabili e gli accorgimenti messi in atto da chi sversa inquinanti sono spesso così macchinosi da eludere ogni sorveglianza. Per questo, nell'ambito del "contratto di fiume" è previsto, tra l'altro, un completo censimento degli scarichi.

### Il disastro ambientale del 2010
Il fenomeno degli scarichi abusivi ha trovato il suo culmine il 23 febbraio 2010, quando si è verificato il peggior disastro ambientale della storia del fiume: per colpa di ignoti sabotatori, nelle acque del Lambro sono stati riversati seicento metri cubi di idrocarburi provenienti dalle cisterne della Lombarda Petroli, una raffineria in disuso di Villasanta. I primi interventi della Protezione Civile non hanno potuto impedire che l'onda nera raggiungesse il Po; in seguito nuovi interventi sono riusciti a portare a livelli tali da non suscitare pericolo la quantità di inquinanti che ha raggiunto il delta del fiume e quindi il mare Adriatico. In ogni caso interventi con programmi e punti di monitoraggio con campionamento delle acqua sono effettuati dall'ARPA (agenzia regionale per l'ambiente).

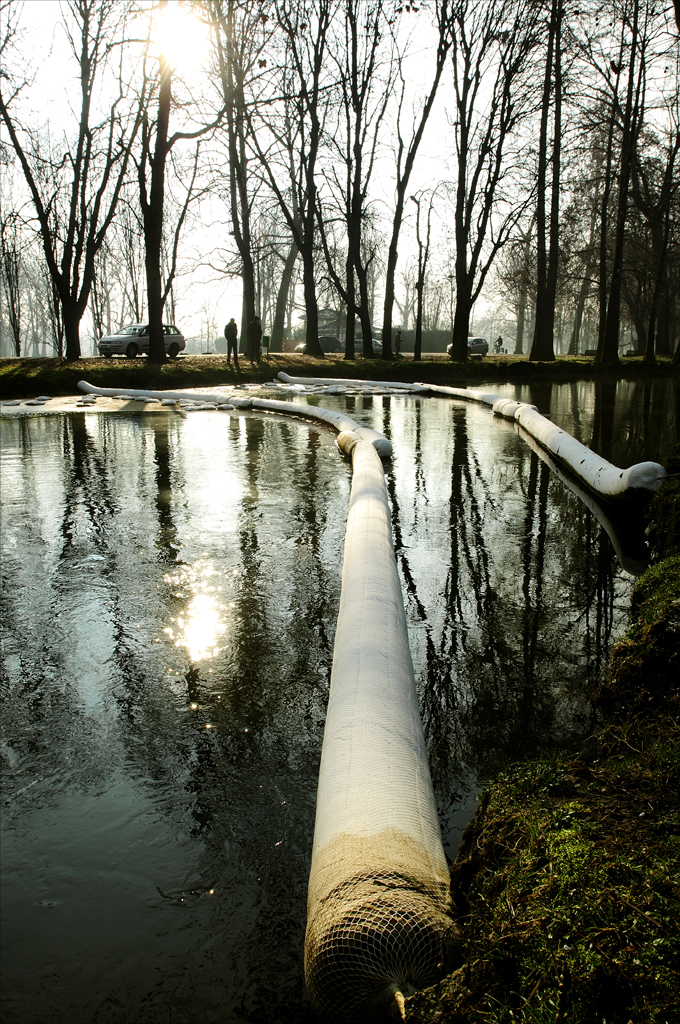
Contenimento degli idrocarburi con galleggianti il 24 febbraio 2010 a parco Lambro

Tra il 7 e l'8 luglio 2010 una moria di pesci nel luogo del disastro ha messo in allarme i cittadini, le autorità competenti e le associazioni ambientaliste, con cause tutte da chiarire. Le indagini dell'ARPA Lombardia, l'Agenzia regionale per l'ambiente, hanno poi svelato che il motivo non era l'inquinamento bensì la scarsità d'ossigeno unita alla poca acqua e che si riteneva che non ci fosse alcun legame con il disastro ambientale doloso di cinque mesi prima. Dall'aprile 2011 nel tratto brianzolo del fiume, compreso nel territorio del Parco Regionale della Valle del Lambro, corrono chiazze di schiuma più o meno compatta di ignota provenienza, segno di un inquinamento dell'acqua continuamente presente.

## Geografia antropica

### Comuni attraversati dal Lambro

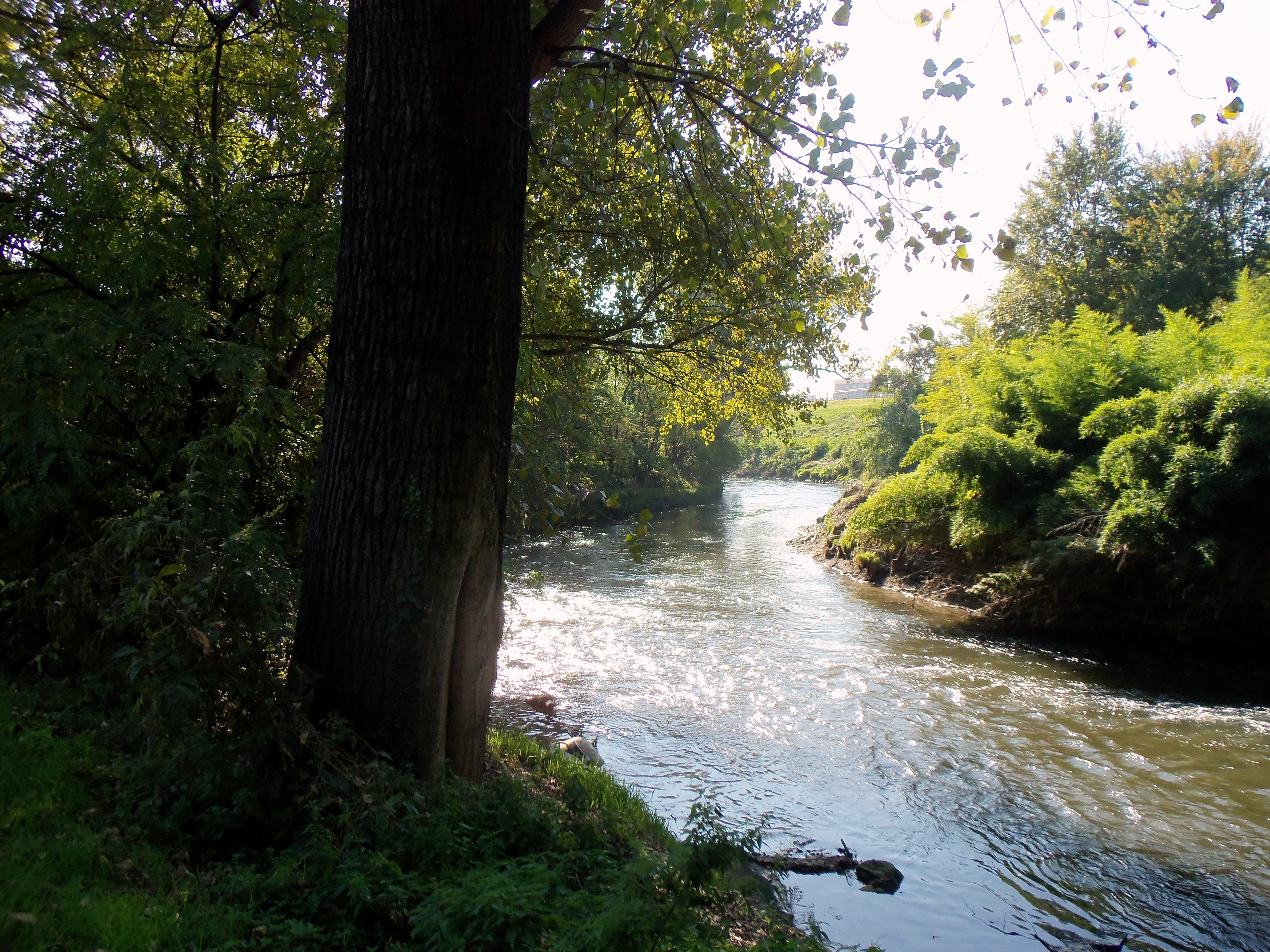
Il Lambro a parco Forlanini

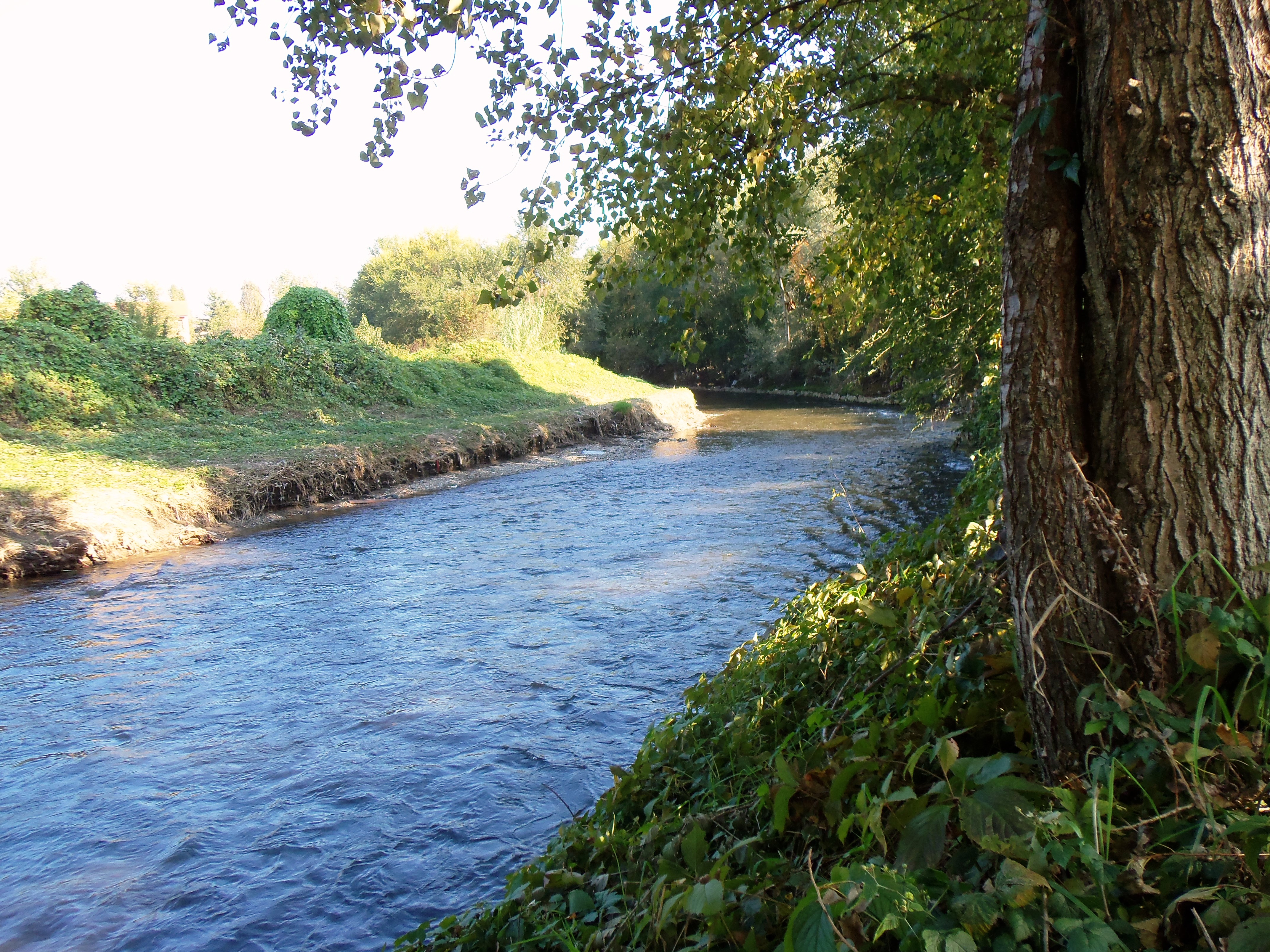
Il fiume a Monluè

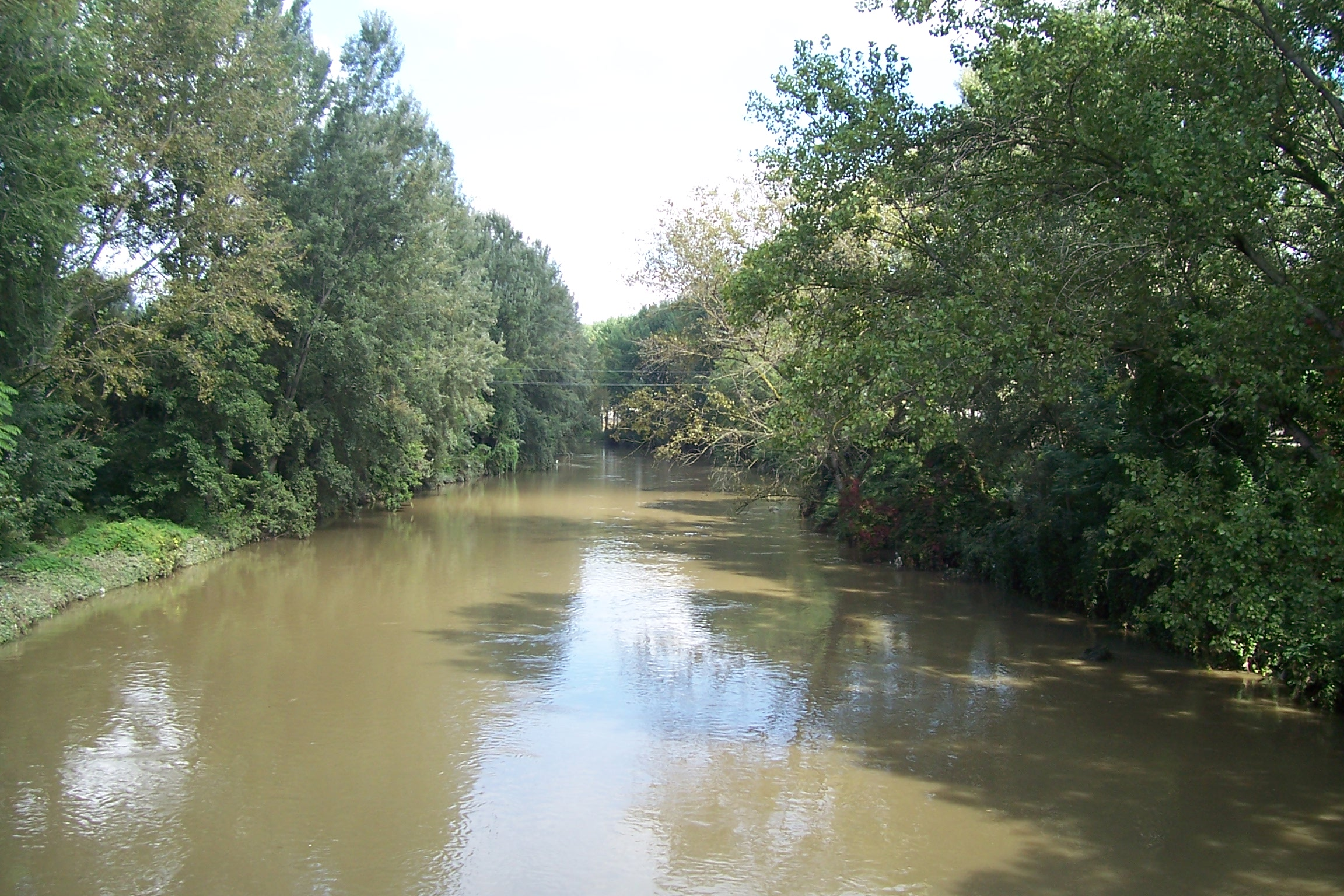
Il Lambro prima di Melegnano

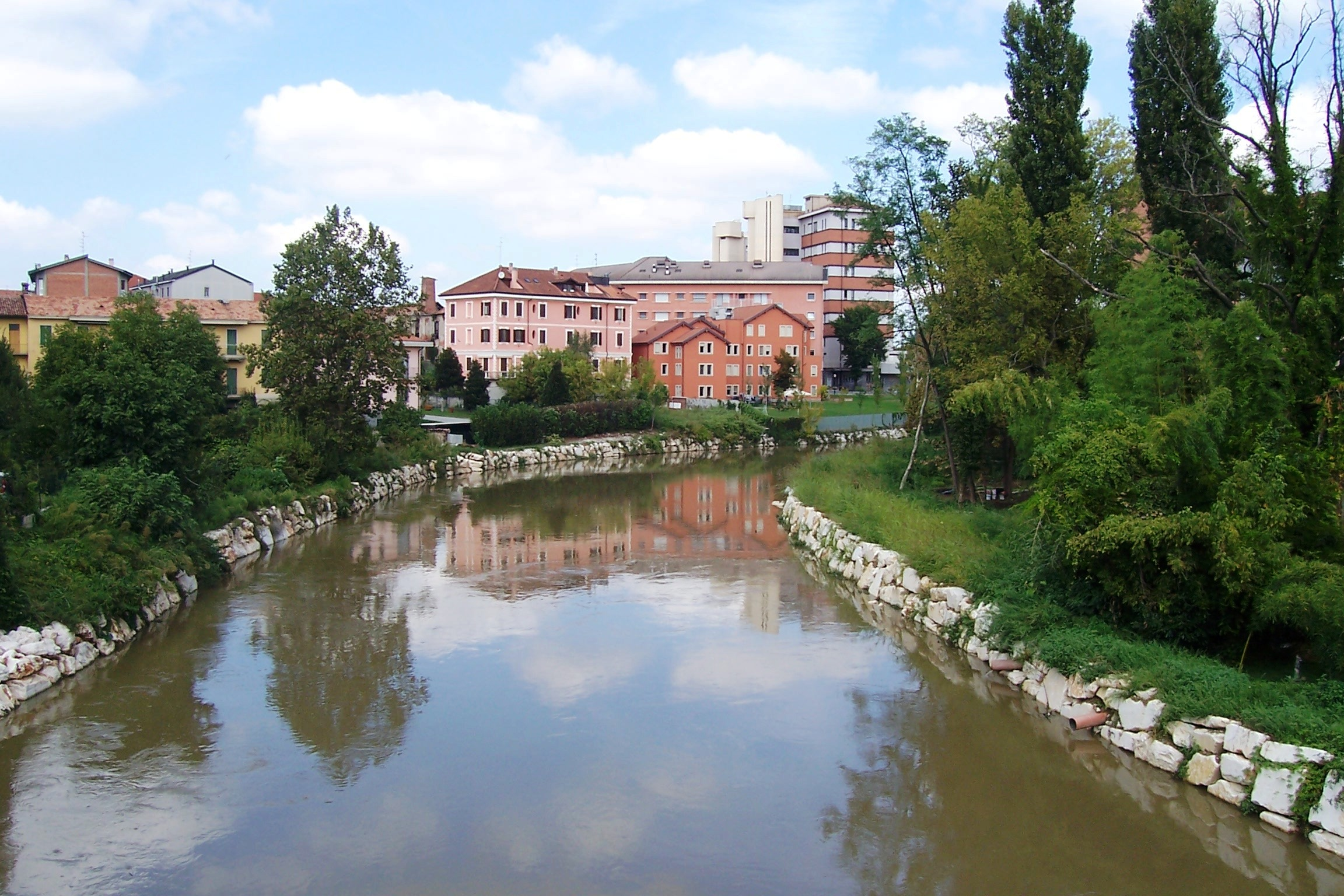
Il Lambro in centro a Melegnano

Lungo il suo corso, il Lambro attraversa 52 comuni, toccando sei province, tutte in Lombardia.
 Provincia di Como
- Magreglio
- Barni
- Lasnigo
- Asso
- Canzo
- Caslino d'Erba
- Castelmarte
- Ponte Lambro
- Erba
- Merone
- Lambrugo
- Inverigo

 Provincia di Lecco
- Costa Masnaga
- Nibionno

 Provincia di Monza e della Brianza
- Briosco
- Giussano
- Verano Brianza
- Carate Brianza
- Triuggio
- Albiate
- Sovico
- Lesmo
- Macherio
- Biassono
- Arcore
- Villasanta
- Monza
- Brugherio

 Città metropolitana di Milano
- Sesto San Giovanni
- Cologno Monzese
- Milano
- Peschiera Borromeo
- San Donato Milanese
- San Giuliano Milanese
- Mediglia
- Melegnano
- Vizzolo Predabissi
- Cerro al Lambro
- San Zenone al Lambro
- San Colombano al Lambro

 Provincia di Pavia
- Chignolo Po

 Provincia di Lodi
- Salerano sul Lambro
- Casaletto Lodigiano
- Lodi Vecchio
- Borgo San Giovanni
- Castiraga Vidardo
- Sant'Angelo Lodigiano
- Villanova del Sillaro
- Graffignana
- Borghetto Lodigiano
- Livraga
- Orio Litta

### Parchi

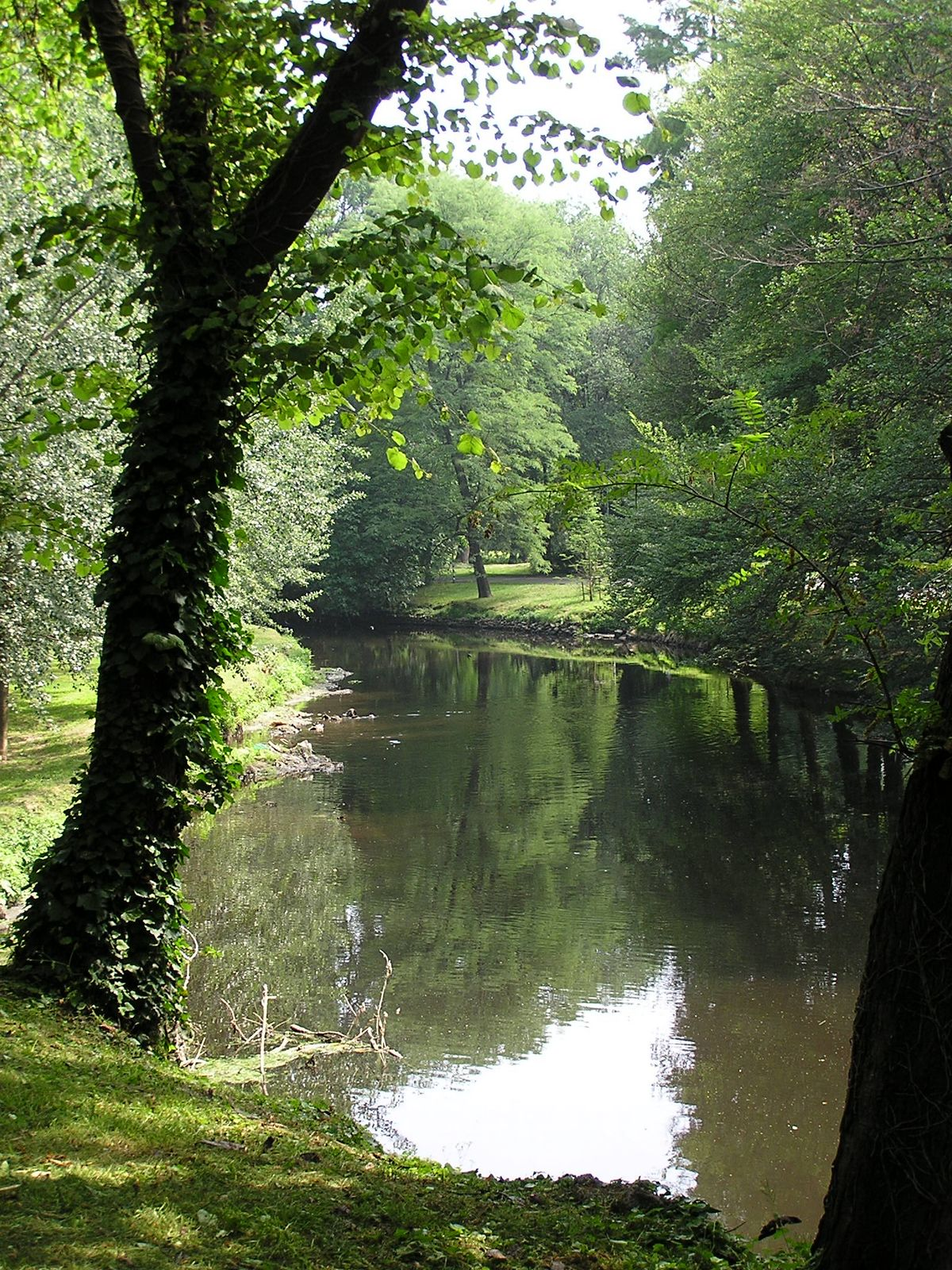
Il Lambro nell'omonimo parco a Milano

Da Pusiano a Cerro al Lambro, il corso del fiume è ricompreso in aree protette a parco, talvolta con vincoli che si sovrappongono sulla stessa porzione del territorio; da nord a sud troviamo il Parco regionale della Valle del Lambro, che nella parte meridionale si sovrappone al parco di Monza, il parco Media Valle del Lambro, i tre estesi parchi cittadini milanesi, rientranti nel parco Agricolo Sud Milano, che si estende fino a Cerro al Lambro.

#### Il parco regionale della Valle del Lambro e i percorsi naturalistici
Il Parco della Valle del Lambro è stato istituito con Legge Regionale numero 82 del 16 settembre 1983. I principali itinerari naturalistici "secondari" del parco della valle del Lambro sono quelli del rio Pegorino e del rio Cantalupo e quello da Canonica Lambro ad Agliate. Da segnalare le tre Bevere, torrenti che, da Merone a Briosco, confluiscono nel Lambro in sponda sinistra ed il rio Pegorino anch'esso confluente nel fiume nei pressi di Canonica Lambro.
La fascia protetta, che si allarga ad oriente sino a ricomprendere i bacini affluenti, è lunga 25 chilometri. I comuni ricompresi sono 35 e la superficie misura 8.107 ettari di cui la metà a parco naturale. Da visitare, a Inverigo l'orrido all'interno di una fitta area boscata e il complesso architettonico della Rotonda, Villa Crivelli e santa Maria della Noce. Diverse le piste ciclabili, sia lungo le sponde del fiume, sia all'interno.

#### Il parco di Monza e i mulini
Il parco di Monza, in cui passa il Lambro, fu voluto da Eugenio di Beauharnais, figliastro di Napoleone e viceré del Regno d'Italia, come complemento alla Villa Reale costruita alcuni decenni prima per volontà del governo austriaco. Il progetto del parco fu affidato all'architetto Luigi Canonica; i lavori iniziarono nel 1806 e terminarono nel 1808.
Con i suoi 685 ettari di superficie e i quattordici chilometri di muro perimetrale è il maggiore parco cintato d'Europa, ma la sua caratteristica principale è quella di ospitare, con grande equilibrio, aspetti e attività molto diverse, talvolta antitetiche e apparentemente inconciliabili. Oltre alla Villa Reale di Monza, costruita da Giuseppe Piermarini tra il 1777 e il 1780, con il Serrone (orangerie), la cappella, la Rotonda, ricordiamo villa Mirabello e villa Mirabellino, l'autodromo, un campo di golf a 18 buche, un campo per la pratica del polo, una scuola di agraria, la sede dei carabinieri a cavallo, numerose cascine e aree naturali. 

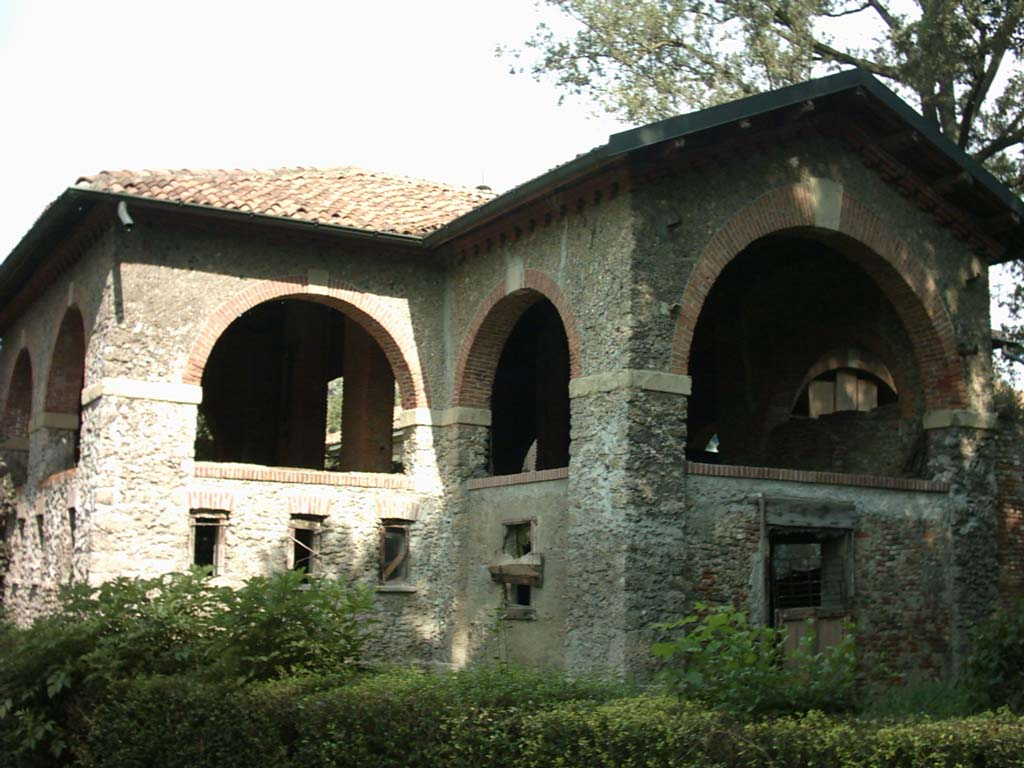
La cascina Mulini Asciutti nel parco di Monza

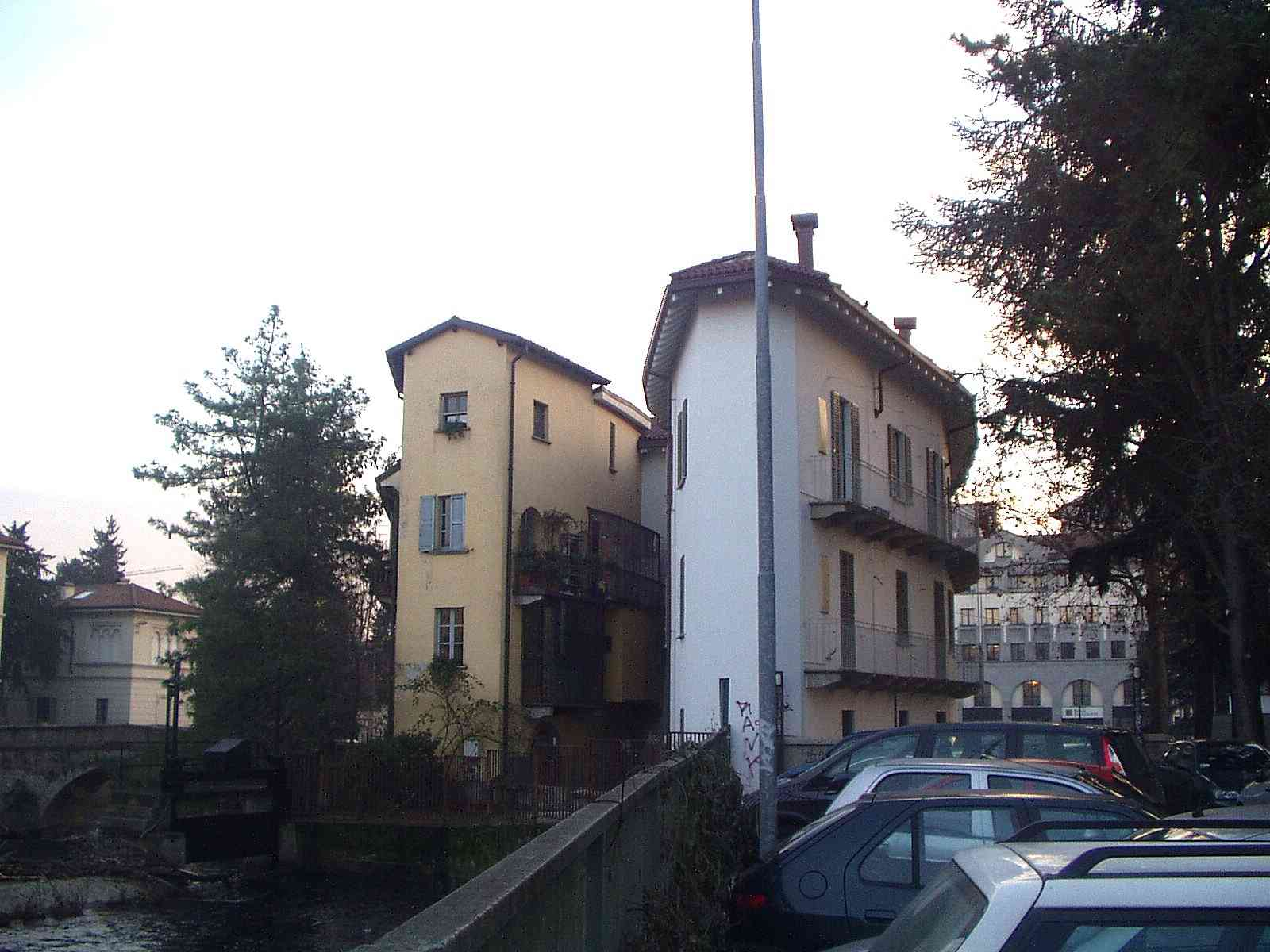
Monza, i corpi di fabbrica del Mulino Colombo

Tra i percorsi, perché più strettamente collegato al Lambro, ricordiamo quello dei mulini interamente restaurati. Sempre tra i mulini, degno di nota è il mulino Colombo, costruito nel 1871, che restò in esercizio sino dopo il secondo dopoguerra.

#### Il parco Media Valle del Lambro
Nel 1992 i comuni di Sesto San Giovanni, Brugherio e Cologno Monzese, territori dell'antica Corte di Monza, hanno individuato nella breve porzione del percorso del Lambro che li accomuna, un'area per la realizzazione di un parco sovraccomunale: è una porzione di territorio fortemente compromessa dal punto di vista ambientale e marginale rispetto alle planimetrie comunali; a Sesto, in particolare, ricomprende parte della dismessa area delle acciaierie Falck, quella delle "collinette", i mucchi dei depositi delle scorie d'alto forno. Il parco sarà formalmente istituito nel 2002.
Il 22 ottobre 2010, il comune di Monza avanza la richiesta di adesione al parco, che diventa così la cerniera tra l'intera fascia del Lambro superiore e il sistema dei parchi milanesi fino all'Idroscalo.
Il comune di Sesto San Giovanni, nel 2006 ha avanzato all'UNESCO la candidatura della città quale patrimonio dell'umanità per la ricchezza del suo patrimonio archeologico industriale individuando 37 siti a sostegno della richiesta, partendo proprio dall'area delle "collinette". Quello che doveva essere il più piccolo dei parchi del Lambro, con una superficie di 300 ettari, assume una dimensione e un ruolo nuovi, arricchendosi di uno dei più vasti giacimenti esistenti di archeologia industriale.
A San Colombano, con una particolare attenzione ai percorsi cicloturistici, è stato istituito il Parco della Collina di San Colombano, nella fascia di territorio tra il rilievo e il Po.

#### Oasi del Bosco di Montorfano
L'Oasi del Bosco di Montorfano è un'oasi WWF di 4 ettari che si sviluppa lungo l'alveo del fiume nel territorio del comune di Melegnano nel quartiere Montorfano. L'oasi è composta di alberi scelti tra le specie autoctone e messi a dimora in un'area prima degradata.